# عملية العاصفة (حرب البوسنة والهرسك)
عملية العاصفة كانت آخر معركة كبرى في حرب الاستقلال الكرواتية وعاملا رئيسيا في نتيجة حرب البوسنة والهرسك. لقد كان انتصارا حاسما للجيش الكرواتي الذي هاجم عبر جبهة بطول 630 كيلومترا (390 ميلا) ضد جمهورية كرايينا الصربية المعلنة ذاتيا وانتصار استراتيجي لجيش جمهورية البوسنة والهرسك. تم دعم الجيش الكرواتي من قبل الشرطة الخاصة الكرواتية التي تتقدم من جبل فيليبيت وجيش جمهورية البوسنة والهرسك الموجود في جيب بيهاتش في مؤخرة جيش جمهورية كرايينا الصربية. كانت المعركة التي بدأت لاستعادة السيطرة الكرواتية على مساحة 10.400 كيلومتر مربع (4000 ميل مربع) من الأراضي تمثل 18.4٪ من الأراضي التي تطالب بها والسيطرة البوسنية على مقاطعة غرب البوسنة المستقلة والهرسك أكبر معركة برية أوروبية منذ الحرب العالمية الثانية. بدأت عملية العاصفة فجر 4 أغسطس 1995 وأعلن اكتمالها مساء يوم 7 أغسطس على الرغم من عمليات التطهير الكبيرة ضد جيوب المقاومة التي استمرت حتى 14 أغسطس.
كانت عملية العاصفة انتصارا استراتيجيا في حرب البوسنة والهرسك حيث أنهت بشكل فعال حصار بيهاتش ووضعت مجلس الدفاع الكرواتي والجيش الكرواتي وجيش جمهورية البوسنة والهرسك في وضع يمكنها من تغيير ميزان القوة العسكري في البوسنة والهرسك من خلال عملية ميسترال 2. بُنيت العملية على التقدم الذي أحرزه الجيش الكرواتي ومجلس الدفاع الكرواتي خلال عملية صيف 1995 عندما تم اكتساب مواقع إستراتيجية تتيح الاستيلاء السريع على عاصمة جمهورية صرب البوسنة كنين وعلى استمرار تسليح وتدريب الجيش الكرواتي منذ بداية حرب الاستقلال الكرواتية عندما تم إنشاء جمهورية صرب البوسنة أثناء ثورة السجل الصربية وتدخل جيش يوغوسلافيا الشعبي. وجاءت العملية نفسها في أعقاب بعثة حفظ سلام تابعة للأمم المتحدة غير ناجحة وجهود دبلوماسية لتسوية النزاع.
كان النجاح الاستراتيجي للجيش الكرواتي وجيش جمهورية البوسنة والهرسك نتيجة لسلسلة من التحسينات على الجيوش نفسها والاختراقات الحاسمة التي تم تحقيقها في مواقع جيش جمهورية كرايينا الصربية التي تم استغلالها لاحقا من قبل الجيش الكرواتي وجيش جمهورية البوسنة والهرسك. لم يكن الهجوم ناجحا على الفور في جميع النقاط لكن الاستيلاء على المواقع الرئيسية أدى إلى انهيار هيكل قيادة جيش جمهورية كرايينا الصربية والقدرة الدفاعية الشاملة. جعل استيلاء الجيش الكرواتي على بوسانسكو غراهوفو قبل العملية مباشرة وتقدم الشرطة الخاصة إلى غراتشاتش من المستحيل تقريبا الدفاع عن كنين. في ليكا قطع لواءان من الحراسة بسرعة المنطقة التي يسيطر عليها جيش جمهورية كرايينا الصربية والتي كانت تفتقر إلى العمق التكتيكي وقوات الاحتياط المتنقلة وعزلوا جيوب المقاومة ووضعوا قوة متحركة من أجل توغل حاسم شمالا في منطقة مسؤولية فيلق كارلوفاتش ودفع جيش جمهورية كرايينا الصربية نحو بانوفينا. هزيمة جيش جمهورية كرايينا الصربية في غلينا وبيترينيا بعد دفاع قوي هزم فيلق بانييا من جيش جمهورية كرايينا الصربية أيضا منذ أن تم تقييد احتياطيه من قبل جيش جمهورية البوسنة والهرسك. اعتمدت جمهورية صرب البوسنة على جيوش جمهورية صرب البوسنة ويوغوسلافيا كاحتياطي استراتيجي لها لكنهم لم يتدخلوا في المعركة. لعبت الولايات المتحدة أيضا دورا في العملية من خلال توجيه كرواتيا إلى شركة استشارات عسكرية وهي شركة الموارد المهنية العسكرية التي وقعت عقدا مرخصا من البنتاغون لتقديم المشورة والتدريب وتقديم المعلومات الاستخبارية للجيش الكرواتي.
عانى الجيش الكرواتي والشرطة الخاصة من مقتل أو فقدان 174-211 بينما قتل من جيش جمهورية كرايينا الصربية 560 جنديا. كما قتل أربعة من قوات حفظ السلام التابعة للأمم المتحدة. أسر الجيش الكرواتي 4000 أسير حرب. عدد القتلى المدنيين الصرب محل خلاف حيث تدعي كرواتيا أن 214 قتلوا بينما ذكرت المصادر الصربية أن 1192 مدنيا قتلوا أو فقدوا. كان السكان الكروات قد تعرضوا قبل سنوات للتطهير العرقي في المناطق التي يسيطر عليها جيش جمهورية كرايينا الصربية من قبل القوات الصربية المتمردة حيث تم طرد ما يقدر بـ 170.000 - 250.000 ومقتل المئات. أثناء الهجوم وبعده فر حوالي 150.000 إلى 200.000 صربي من المنطقة التي كانت تحت سيطرة جيش جمهورية كرايينا الصربية سابقا وارتكبت القوات الكرواتية مجموعة متنوعة من الجرائم ضد المدنيين المتبقين هناك.
حاكمت المحكمة الجنائية الدولية ليوغوسلافيا السابقة في وقت لاحق ثلاثة جنرالات كرواتيين متهمين بارتكاب جرائم حرب والمشاركة في مشروع إجرامي مشترك يهدف إلى طرد السكان الصرب من كرواتيا على الرغم من تبرئة الثلاثة جميعا في نهاية المطاف ودحضت المحكمة التهم الموجهة ضدهم. وخلصت المحكمة الجنائية الدولية ليوغوسلافيا السابقة إلى أن عملية العاصفة لم تكن تهدف إلى الاضطهاد العرقي حيث لم يتم استهداف المدنيين عمدا. ذكرت المحكمة الجنائية الدولية ليوغوسلافيا السابقة أن الجيش الكرواتي والشرطة الخاصة ارتكبوا عددا كبيرا من الجرائم ضد السكان الصرب بعد الهجوم المدفعي لكن القيادة الحكومية والعسكرية لم تكن مسؤولة عن إنشائها وتنظيمها وأن كرواتيا لم يكن لديها نية محددة لتهجير الأقلية الصربية في البلاد. ومع ذلك اعتمدت كرواتيا تدابير تمييزية لزيادة صعوبة عودة الصرب. ذكرت منظمة هيومن رايتس ووتش أن الغالبية العظمى من الانتهاكات خلال العملية ارتكبتها القوات الكرواتية وأن الانتهاكات استمرت على نطاق واسع لعدة أشهر بعد ذلك والتي تضمنت إعدامات بإجراءات موجزة للمدنيين الصرب وتدمير ممتلكات الصرب. في عام 2010 رفعت صربيا دعوى قضائية ضد كرواتيا أمام محكمة العدل الدولية مدعية أن الهجوم يشكل إبادة جماعية. في عام 2015 قضت المحكمة بأن الهجوم لم يكن إبادة جماعية وأكدت النتائج السابقة للمحكمة الجنائية الدولية ليوغوسلافيا السابقة.

## الخلفية

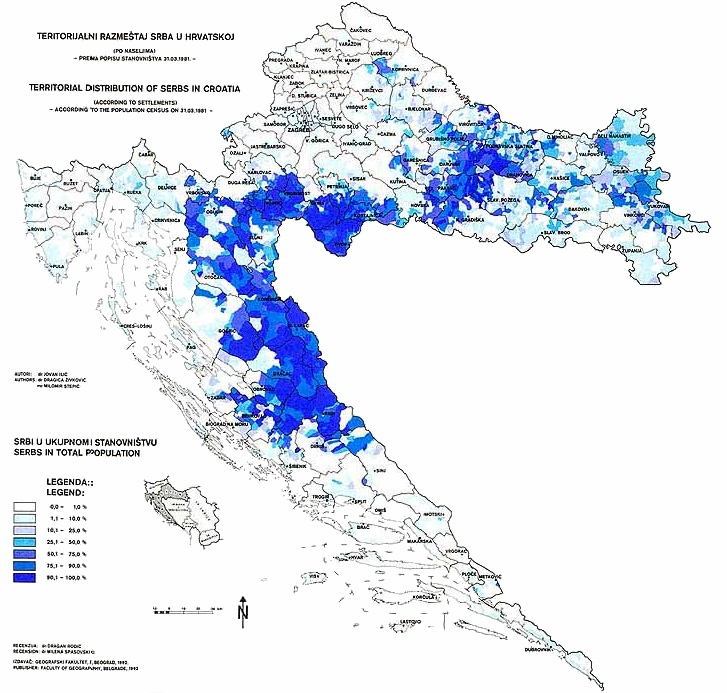
المناطق المأهولة بالصرب في كرواتيا حسب تعداد عام 1981.

في أغسطس 1990 اندلع تمرد معروف باسم ثورة السجل في كرواتيا وتركز على المناطق ذات الأغلبية الصربية في المناطق النائية الدلماسية حول مدينة كنين وكذلك في أجزاء من مناطق ليكا وكوردون وبانوفينا والمستوطنات في شرق كرواتيا مع عدد كبير من السكان الصرب. تم تشكيل المناطق لاحقا إلى دولة في طور التكوين غير معترف بها دوليا جمهورية كرايينا الصربية وبعد إعلانها عزمها على الانفصال عن كرواتيا والانضمام إلى جمهورية صربيا أعلنت حكومة جمهورية كرواتيا أن جمهورية صرب البوسنة التمرد.
تصاعد الصراع بحلول مارس 1991 مما أدى إلى حرب الاستقلال الكرواتية. في يونيو 1991 أعلنت كرواتيا استقلالها كما تفككت يوغوسلافيا. تم تعليق إعلاني كرواتيا وجمهورية كرايينا الصربية لمدة ثلاثة أشهر وبعد ذلك دخل القرار حيز التنفيذ في 8 أكتوبر. خلال هذه الفترة بدأت جمهورية كرايينا الصربية حملة تطهير عرقي ضد المدنيين الكروات. في عام 1991 فر 84000 كرواتي من الأراضي التي يسيطر عليها الصرب. تم طرد معظم غير الصرب بحلول أوائل عام 1993. وقتل المئات من الكروات وتراوح العدد الإجمالي للكروات وغيرهم من غير الصرب الذين تم طردهم من 170.000 وفقا للمحكمة الجنائية الدولية ليوغوسلافيا السابقة وما يصل إلى ربع مليون شخص وفقا لهيومن رايتس ووتش. بحلول نوفمبر 1993 بقي أقل من 400 من الكروات في المنطقة المحمية من قبل الأمم المتحدة والمعروفة باسم القطاع الجنوبي بينما بقي 1500-2000 آخرين في القطاع الشمالي.
شاركت القوات الكرواتية أيضا في التطهير العرقي ضد الصرب في شرق وغرب سلافونيا وأجزاء من منطقة كرايينا وإن كان على نطاق أكثر تقييدا وكان عدد الضحايا الصرب أقل من الضحايا الكروات للقوات الصربية. في عام 1991 تم تهجير 70000 صربي من الأراضي الكرواتية. بحلول أكتوبر 1993 قدرت مفوضية الأمم المتحدة لشؤون اللاجئين أن هناك ما مجموعه 247000 نازح كرواتي وغيرهم من غير الصرب قادمين من المناطق الخاضعة لسيطرة جمهورية صرب البوسنة و254000 من المشردين الصرب واللاجئين من بقية كرواتيا يقدر عددهم بـ 87000 كانوا من سكان المناطق المحمية للأمم المتحدة.
خلال هذا الوقت تعرض الصرب الذين يعيشون في البلدات الكرواتية وخاصة تلك القريبة من الخطوط الأمامية لأشكال مختلفة من التمييز من الطرد من العمل إلى زرع القنابل تحت سياراتهم أو منازلهم. أفادت مفوضية الأمم المتحدة لشؤون اللاجئين أنه في الأجزاء التي يسيطر عليها الصرب من إدارة بريد الأمم المتحدة كانت انتهاكات حقوق الإنسان ضد الكروات وغير الصرب مستمرة. وظل بعض «سلطات» صرب كرايينا من بين أفظع مرتكبي انتهاكات حقوق الإنسان ضد السكان الباقين من غير الصرب وكذلك الصرب الذين لا يتفقون مع السياسة القومية. تضمنت انتهاكات حقوق الإنسان القتل والاختفاء والضرب والمضايقة وإعادة التوطين القسري أو النفي بهدف ضمان الهيمنة الصربية على المناطق. في عام 1993 أفادت المفوضية السامية للأمم المتحدة لشؤون اللاجئين عن استمرار سلسلة الانتهاكات ضد الصرب في المناطق التي تسيطر عليها الحكومة الكرواتية والتي تضمنت القتل والاختفاء والاعتداء الجسدي والاحتجاز غير القانوني والمضايقة وتدمير الممتلكات.
كما دعم جيش يوغوسلافيا الشعبي بشكل متزايد جمهورية كرايينا الصربية وأثبتت الشرطة الكرواتية أنها غير قادرة على التعامل مع الوضع وتم تشكيل الحرس الوطني الكرواتي في مايو 1991. تم تغيير اسم الحرس الوطني الكرواتي إلى الجيش الكرواتي في نوفمبر.
تعرقل إنشاء الجيش الكرواتي بسبب حظر توريد الأسلحة الذي فرضته الأمم المتحدة في سبتمبر. شهدت الأشهر الأخيرة من عام 1991 أعنف قتال في الحرب وبلغ ذروته في معركة الثكنات وحصار دوبروفنيك ومعركة فوكوفار.
في يناير 1992 تم الاتفاق على تنفيذ خطة فانس المصممة لوقف القتال من قبل ممثلي كرواتيا وجيش يوغوسلافيا الشعبي والأمم المتحدة.
لإنهاء سلسلة وقف إطلاق النار الفاشل تم نشر قوة الحماية التابعة للأمم المتحدة في كرواتيا للإشراف على الاتفاقية والحفاظ عليها. تطورت حالة الجمود مع تطور الصراع إلى حرب خنادق ثابتة وسرعان ما انسحب جيش يوغوسلافيا الشعبي من كرواتيا إلى البوسنة والهرسك حيث كان من المتوقع حدوث صراع جديد. واصلت صربيا دعم جمهورية صرب البوسنة ولكن سلسلة من التقدم الهائل أعاد مناطق صغيرة إلى السيطرة الكرواتية مع انتهاء حصار دوبروفنيك وأسفرت عملية ماسلينيتشا عن مكاسب تكتيكية طفيفة.
ردا على النجاحات الهائلة هاجم جيش جمهورية كراييا الصربية بشكل متقطع عددا من البلدات والقرى الكرواتية بالمدفعية والصواريخ.
عندما انسحب جيش يوغوسلافيا الشعبي في كرواتيا استعد أفرادها لتشكيل جيش جديد من صرب البوسنة والهرسك كما أعلن صرب البوسنة والهرسك جمهورية البوسنة والهرسك الصربية في 9 يناير 1992 قبل استفتاء 29 فبراير - 1 مارس 1992 على استقلال البوسنة والهرسك. تم الاستشهاد فيما بعد بالاستفتاء كذريعة لحرب البوسنة والهرسك. أقام صرب البوسنة والهرسك حواجز في العاصمة سراييفو وأماكن أخرى في 1 مارس وفي اليوم التالي تم تسجيل أول قتلى في الحرب في سراييفو ودوبوي. في الأيام الأخيرة من شهر مارس بدأ جيش صرب البوسنة والهرسك بقصف بوسانسكي برود وفي 4 أبريل تعرضت سراييفو للهجوم. بحلول نهاية العام سيطر جيش صرب البوسنة والهرسك الذي أعيد تسميته بجيش جمهورية صرب البوسنة بعد إعلان دولة جمهورية صرب البوسنة على حوالي 70٪ من البوسنة والهرسك. وهذه النسبة لن تتغير بشكل كبير خلال العامين المقبلين. على الرغم من أن الحرب حرضت في الأصل صرب البوسنة والهرسك ضد غير الصرب في البلاد إلا أنها تطورت إلى صراع ثلاثي الجوانب بحلول نهاية العام حيث بدأت الحرب الكرواتية البوسنية. تم دعم جمهورية صرب البوسنة إلى حد محدود من قبل جمهورية صرب البوسنة التي شنت غارات جوية عرضية من بانيا لوكا وقصفت عدة مدن في كرواتيا.

## المقدمة
في نوفمبر 1994 دخل حصار بيهاتش معركة حرب البوسنة والهرسك مرحلة حرجة حيث اقترب جيش جمهورية صرب البوسنة وجيش جمهورية كرايينا الصربية من الاستيلاء على بلدة بيهاتش من جيش جمهورية البوسنة والهرسك. كانت منطقة إستراتيجية منذ يونيو 1993 كانت بيهاتش واحدة من ست مناطق آمنة تابعة للأمم المتحدة تم إنشاؤها في البوسنة والهرسك.
شعرت الإدارة الأمريكية أن استيلاء القوات الصربية عليها سيكثف الحرب ويؤدي إلى كارثة إنسانية أكبر من أي كارثة أخرى في الصراع حتى تلك اللحظة. بين الولايات المتحدة وفرنسا والمملكة المتحدة كان هناك انقسام بشأن كيفية حماية المنطقة. دعت الولايات المتحدة إلى شن ضربات جوية ضد جيش جمهورية صرب البوسنة لكن الفرنسيين والبريطانيين عارضوا ذلك مشيرين إلى مخاوف تتعلق بالسلامة ورغبة في الحفاظ على حياد القوات الفرنسية والبريطانية المنتشرة كجزء من قوة الأمم المتحدة للحماية في البوسنة والهرسك. بدورها كانت الولايات المتحدة غير راغبة في إرسال قوات برية.
من ناحية أخرى أدرك الأوروبيون أن الولايات المتحدة كانت حرة في اقتراح مواجهة عسكرية مع الصرب مع الاعتماد على القوى الأوروبية لعرقلة أي تحرك من هذا القبيل حيث لم يشجع الرئيس الفرنسي فرانسوا ميتران أي تدخل عسكري مما ساعد بشكل كبير في حرب الصرب. انعكس الموقف الفرنسي بعد انتخاب جاك شيراك رئيسا لفرنسا في مايو 1995 مما ضغط على البريطانيين لتبني نهج أكثر عدوانية أيضا.
كان إنكار بيهاتش للصرب أمرا مهما من الناحية الإستراتيجية لكرواتيا واعتبر فريق أول يانكو بوبيتكو رئيس الأركان العامة الكرواتية أن سقوط بيهاتش المحتمل يمثل نهاية للجهود الحربية الكرواتية.
في مارس 1994 تم التوقيع على اتفاقية واشنطن التي أنهت الحرب الكرواتية البوسنية وتزويد كرواتيا بمستشارين عسكريين أمريكيين من شركة الموارد المهنية العسكرية. يعكس التدخل الأمريكي إستراتيجية عسكرية جديدة أقرها بيل كلينتون في فبراير 1993.
نظرا لأن حظر توريد الأسلحة الذي تفرضه الأمم المتحدة لا يزال ساريا تم تعيين شركة الموارد المهنية العسكرية ظاهريا لإعداد الجيش الكرواتي للمشاركة في برنامج الناتو للشراكة من أجل السلام. دربت شركة الموارد المهنية العسكرية الضباط والموظفين في الجيش الكرواتي لمدة 14 أسبوعا من يناير إلى أبريل 1995. كما تم التكهن بها في عدة مصادر بما في ذلك مقال في نيويورك تايمز من قبل ليزلي واين وفي تقارير وسائل الإعلام الصربية المختلفة أن شركة الموارد المهنية العسكرية ربما قدمت أيضا نصائح عقائدية وتخطيط سيناريو ومعلومات استخبارية تابعة للحكومة الأمريكية لكرواتيا على الرغم من أن شركة الموارد المهنية العسكرية ومسؤولون أمريكيون وكرواتيون نفوا مثل هذه الادعاءات. في نوفمبر 1994 أنهت الولايات المتحدة من جانب واحد حظر توريد الأسلحة المفروض على البوسنة والهرسك مما سمح فعليا للجيش الكرواتي بتزويد نفسه بينما تتدفق شحنات الأسلحة عبر كرواتيا.
أسفرت اتفاقية واشنطن أيضا عن سلسلة من الاجتماعات بين الحكومة الكرواتية والأمريكية والمسؤولين العسكريين في زغرب وواشنطن العاصمة في 29 نوفمبر 1994 اقترح الممثلون الكرواتيون مهاجمة الأراضي التي يسيطر عليها الصرب من ليفنو في البوسنة والهرسك من أجل جذب إبعاد جزء من القوة التي تحاصر بيهاتش ومنع الصرب من الاستيلاء عليها. نظرا لعدم تقديم المسؤولين الأمريكيين أي رد على الاقتراح أمرت هيئة الأركان العامة الكرواتية بتنفيذ عملية شتاء 94 في نفس اليوم من قبل الجيش الكرواتي ومجلس الدفاع الكرواتي القوة العسكرية الرئيسية في الجمهورية الكرواتية في البوسنة والهرسك. بالإضافة إلى المساهمة في الدفاع عن بيهاتش حول الهجوم خط التلامس بين الجيش الكرواتي ومجلس الدفاع الكرواتي بالقرب من طرق إمداد جمهورية كرايينا الصربية.
في عام 1994 سعت الولايات المتحدة وروسيا والاتحاد الأوروبي والأمم المتحدة إلى استبدال خطة فانس التي جلبت قوة الحماية التابعة للأمم المتحدة. لقد صاغوا خطة Z-4 لمنح المناطق ذات الأغلبية الصربية في كرواتيا حكما ذاتيا كبيرا.
بعد تغييرات عديدة وغير منسقة في كثير من الأحيان على الخطة المقترحة بما في ذلك تسريب عناصر مشروعها للصحافة في أكتوبر تم تقديم خطة Z-4 في 30 يناير 1995. لم تعجب كرواتيا ولا جمهورية صرب البوسنة بالخطة. كانت كرواتيا قلقة من احتمال قبول جمهورية صرب البوسنة لها لكن تودجمان أدرك أن ميلوسيفيتش الذي سيتخذ القرار في نهاية المطاف لصالح جمهورية صرب البوسنة لن يقبل الخطة خوفا من أنها ستشكل سابقة لتسوية سياسية في كوسوفو مما يسمح لكرواتيا على قبول الخطة مع احتمال ضئيل لتنفيذها. رفضت جمهورية كرايينا الصربية استلام الخطة ناهيك عن قبولها.
في ديسمبر 1994 أبرمت كرواتيا وجمهورية كرايينا الصربية اتفاقية اقتصادية لاستعادة روابط الطرق والسكك الحديدية وإمدادات المياه والغاز واستخدام جزء من خط أنابيب النفط أدريا. على الرغم من عدم تنفيذ بعض الاتفاقية مطلقا تم فتح جزء من الطريق السريع بين زغرب وبلغراد الذي يمر عبر جمهورية كرايينا الصربية بالقرب من أوكوتشاني وخط الأنابيب. بعد حادثة مميتة وقعت في أواخر أبريل 1995 على الطريق السريع الذي تم افتتاحه مؤخرا استعادت كرواتيا جميع أراضي جمهورية صرب البوسنة في غرب سلافونيا خلال عملية فلاش وسيطرت بالكامل على الإقليم بحلول 4 مايو بعد ثلاثة أيام من بدأت المعركة. ردا على ذلك هاجم جيش جمهورية كرايينا الصربية زغرب باستخدام صواريخ إم 87 أوركان بذخائر عنقودية. بعد ذلك أرسل ميلوسيفيتش ضابطا كبيرا في الجيش اليوغوسلافي لقيادة جيش جمهورية كرايينا الصربية جنبا إلى جنب مع الأسلحة والضباط الميدانيين وآلاف الصرب المولودين في جمهورية كرايينا الصربية والذين تم تجنيدهم قسرا من قبل جيش جمهورية كرايينا الصربية.
في 17 يوليو بدأ جيش جمهورية كرايينا الصربية وجمهورية صرب البوسنة جهدا جديدا للاستيلاء على بيهاتش من خلال التوسع في المكاسب التي تحققت خلال عملية العنكبوت. أتاحت هذه الخطوة للجيش الكرواتي فرصة لتوسيع مكاسبها الإقليمية من عملية شتاء 94 بالتقدم من وادي ليفنو. في 22 يوليو وقع تودجمان والرئيس البوسني علي عزت بيغوفيتش اتفاقية سبليت للدفاع المشترك مما يسمح بالنشر على نطاق واسع للجيش الكرواتي في البوسنة والهرسك. استجاب الجيش الكرواتي ومجلس الدفاع الكرواتي بسرعة من خلال عملية صيف 95 واستولت على بوسانسكو غراهوفو وغلاموتش في 28-29 يوليو. أدى الهجوم إلى سحب بعض وحدات جيش جمهورية كرايينا الصربية بعيدا عن بيهاتش ولكن ليس بالعدد المتوقع. ومع ذلك فقد وضع الجيش الكرواتي في وضع ممتاز لأنه عزل كنين عن جمهورية صرب البوسنة وكذلك يوغوسلافيا.
في أواخر يوليو وأوائل أغسطس كانت هناك محاولتان أخريان لإحياء خطة Z-4 والاتفاقية الاقتصادية لعام 1994. تم تجاهل المحادثات المقترحة في 28 يوليو من قبل جمهورية كرايينا الصربية وعقدت محادثات الخطوة الأخيرة في جنيف في 3 أغسطس. سرعان ما انهارت هذه الخطط حيث رفضت كرواتيا وجمهورية كرايينا الصربية حلا وسطا اقترحه ثورفالد ستولتنبرغ الممثل الخاص لأمين عام الأمم المتحدة والذي دعا بشكل أساسي إلى مزيد من المفاوضات في وقت لاحق. بالإضافة إلى ذلك رفضت جمهورية كرايينا الصربية مجموعة من المطالب الكرواتية بما في ذلك نزع السلاح وفشل في المصادقة على خطة Z-4 مرة أخرى. استخدمت كرواتيا المحادثات لإعداد أرضية دبلوماسية لعملية العاصفة الوشيكة التي اكتمل التخطيط لها خلال اجتماع جزر بريوني بين تودجمان والقادة العسكريين في 31 يوليو.
بدأ الجيش الكرواتي تعبئة عامة في أواخر يوليو بعد فترة وجيزة من أن الجنرال زفونيمير سيرفينكو أصبح رئيسا جديدا لهيئة الأركان العامة في 15 يوليو. في عام 2005 ذكرت المجلة الأسبوعية الكرواتية ناسيونال أن الولايات المتحدة شاركت بنشاط في إعداد ومراقبة وبدء عملية العاصفة وأن الملحق العسكري الأمريكي في زغرب قد أعطى الضوء الأخضر من الرئيس كلينتون وتم نقل العمليات للبنتاغون.

## ترتيب المعركة

فيلق مجال المسؤولية الأولي في عملية العاصفة
,
في البوسنة والهرسك:
,,,

تم وضع الخطة التشغيلية للجيش الكرواتي في أربعة أجزاء منفصلة محددة بالعاصفة من 1 إلى 4 والتي تم تخصيصها لمختلف الفرق بناء على مجالات مسؤوليتها الفردية. كان من المقرر أن تستغرق كل خطة ما بين أربعة وخمسة أيام. تم تنظيم القوات التي خصصتها القوة الهائلة لمهاجمة جمهورية كرايينا الصربية في خمسة فيالق عسكرية: سبليت وغوسبيتش وكارلوفاك وزغرب وبيلوفار. تم تخصيص المنطقة السادسة للشرطة الكرواتية الخاصة داخل منطقة سبليت بالقرب من الحدود مع غوسبيتش. تم تعيين فيلق سبليت الواقع في أقصى جنوب مسرح العمليات ويقوده اللفتنانت جنرال أنتي جوتوفينا خطة العاصفة-4 والتي كانت العنصر الأساسي في عملية العاصفة. أصدر فيلق سبليت أوامر للمعركة باستخدام اسم كوزياك 95 بدلا من ذلك والتي لم تكن ممارسة غير عادية. عارض فيلق سبليت الذي يبلغ قوامه 30 ألف جندي من قبل فيلق دلماسيا الشمالية السابع البالغ قوامه 10 آلاف جندي ومقره في كنين ويقوده اللواء سلوبودان كوفاتشيفيتش. تم نشر الشرطة الخاصة المكونة من 3100 فرد في جبل فيليبيت على الجانب الأيسر من فيلق سبليت وخضعوا مباشرة لهيئة الأركان العامة للجيش الكرواتي بقيادة الفريق ملادين ماركاي.
تم إسناد فيلق غوسبيتش البالغ قوامه 25000 جندي للعملية العاصفة 3 على يسار منطقة الشرطة الخاصة. كان يقوده العميد ميركو نوراك وعارضها فيلق ليكا الخامس عشر في جيش جمهورية كرايينا الصربية ومقره في كورينيكا ويقوده اللواء ستيفان سيفو. كان فيلق ليكا المكون من حوالي 6000 جندي محصورا بين فيلق غوسبيتش وجيش جمهورية البوسنة والهرسك في جيب بيهاتش في مؤخرة جيش جمهورية كرايينا الصربية مما شكل منطقة واسعة ولكنها ضحلة للغاية. وقد نشر الفيلق الخامس من جيش جمهورية البوسنة والهرسك حوالي 2000 جندي في المنطقة. تم تكليف فيلق غوسبيتش الذي تم تخصيص قسم يبلغ طوله 150 كيلومترا (93 ميلا) من الجبهة بقطع جمهورية كرايينا الصربية إلى نصفين والربط مع جيش جمهورية البوسنة والهرسك بينما تم تكليف جيش جمهورية البوسنة والهرسك بتثبيت قوات جيش جمهورية كرايينا الصربية التي كانت على اتصال مع جيب بيهاتش.
قام فيلق كارلوفاتش بقيادة اللواء ميليينكو تشرتياتش على الجانب الأيسر من فيلق غوسبيتش بتغطية المنطقة الممتدة من أوغولين إلى كارلوفاتش بما في ذلك كوردون ونفذ خطة العاصفة 2. كان الفيلق يتألف من 15000 جندي وكلف بتثبيت قوات جيش جمهورية كرايينا الصربية في المنطقة لحماية أجنحة زغرب وفيلق غوسبيتش. كان لها موقع قيادة أمامي في أوغولين وعارضها فيلق كوردون 21 في جيش جمهورية كرايينا الصربية ومقره بتروفا غورا ويتألف من 4000 جندي في منطقة المسؤولية (كان أحد ألويته يواجه فيلق زغرب). في البداية كان فيلق كوردون الحادي والعشرين بقيادة العقيد فيليكو بوساناك ولكن تم استبداله بالعقيد أويدو بولات مساء يوم 5 أغسطس. بالإضافة إلى ذلك كان الجزء الأكبر من فيلق الوحدات الخاصة في جيش جمهورية كرايينا الصربية موجودا في المنطقة بقيادة اللواء ميلوراد ستوبار. كان فيلق الوحدات الخاصة في جيش جمهورية كرايينا الصربية قوامه 5000 جندي ويواجه إلى حد كبير جيب بيهاتش في بداية عملية العاصفة درع ومدفعية جيش جمهورية كرايينا الصربية في منطقة المسؤولية تفوق عدد دروع ومدفعية الجيش الكرواتي.
تم نشر فيلق زغرب الذي تم إسناد الخطة العاصفة 1 إليه بقيادة اللواء إيفان باساراتش على الجانب الأيسر من فيلق كارلوفاتش على ثلاثة محاور رئيسية للهجوم باتجاه غلينا وبيترينيا وهرفاتسكا كوستايتيتشا. وقد عارضها فيلق بانيجا 39 التابع لجيش جمهورية كرايينا الصربية ومقره غلينا ويقوده اللواء سلوبودان تربوك. تم تكليف فيلق زغرب بتجاوز بترينيا لتحييد مدفعية جيش جمهورية كرايينا الصربية والصواريخ التي يحتمل أن تستهدف المدن الكرواتية مما يؤدي إلى دفع ثانوي من سونيا نحو هرفاتسكا كوستاينيتشا. تم اختراق مهمتهم الثانوية عندما خططت كتيبة من الشرطة الخاصة وكتيبة الحرس 81 لقيادة التقدم وتم نشرهم في مكان آخر لإجبارهم على إجراء تعديلات على الخطة. كان فيلق زغرب يتألف من 30.000 جندي بينما كان جيش جمهورية كرايينا الصربية يواجههم 9000 جندي وحوالي 1000 من جنود جيش البوسنة والهرسك في جيب بيهاتش في الخلف. في بداية عملية العاصفة كان حوالي 3500 جندي من جيش جمهورية كرايينا الصربية على اتصال مع جيش جمهورية البوسنة والهرسك. فيلق بيلوفار على الجانب الأيسر من فيلق زغرب الذي يغطي المنطقة على طول نهر أونا كان لديه مركز قيادة أمامي في نوفسكا. كان يقود الفيلق اللواء لوكا دانكو. مقابل فيلق بيلوفار كان جزءا من فيلق بانيا من جيش جمهورية كرايينا الصربية. تم تضمين فيلق بيلوفار في هجوم 2 أغسطس وبالتالي لم يتم إصدار خطة عمليات منفصلة.
قسم جيش جمهورية كرايينا الصربية قواته في المنطقة إلى قسمين وإخضاع شمال دالماتيا وفيلق ليكا لهيئة الأركان العامة لجيش جمهورية كرايينا الصربية وتجميع الباقي في مجموعة عمليات كوردون بقيادة اللفتنانت كولونيل جنرال مايل نوفاكوفيتش. إقليميا يتوافق التقسيم مع قطاعي الشمال والجنوب للمناطق المحمية التابعة للأمم المتحدة.
تختلف تقديرات العدد الإجمالي للقوات التي نشرها المتحاربون بشكل كبير. قدرت القوات الكرواتية من أقل من 100.000 إلى 150.000 لكن معظم المصادر قدرت الرقم بحوالي 130.000 جندي. قدرت قوة جيش جمهورية كرايينا الصربية في القطاعات الشمالية والجنوبية من قبل الجيش الكرواتي قبل عملية العاصفة بنحو 43000. أشارت تقديرات الجيش الكرواتي الأكثر تفصيلا للقوى العاملة من قبل فرق جيش جمهورية كرايينا الصربية الفردية إلى 34000 جندي بينما نقلت المصادر الصربية 27000 جندي. عادة ما ينعكس التناقض في الأدبيات كتقدير بحوالي 30.000 جندي من جيش جمهورية كرايينا الصربية. نشر جيش جمهورية البوسنة والهرسك ما يقرب من 3000 جندي ضد مواقع جيش جمهورية كرايينا الصربية بالقرب من بيهاتش. في أواخر عام 1994 كانت مقاطعة الحكم الذاتي في غرب البوسنة بقيادة فكرت عبديتش قطعة صغيرة من الأرض شمال غرب بيهاتش بين حليفها جمهورية كرايينا الصربية والجيب قادت 4000-5000 جندي تم نشرهم جنوب فيليكا كلادوشا ضد قوة جيش جمهورية البوسنة والهرسك.

## التسلسل الزمني للعملية

### 4 أغسطس 1995
بدأت عملية العاصفة في الساعة 5 صباحا في 4 أغسطس 1995 عندما تم تنفيذ هجمات منسقة من خلال مفارز الاستطلاع والتخريب بالتنسيق مع الضربات الجوية للقوات الجوية الكرواتية التي تهدف إلى تعطيل قيادة جيش جمهورية كرايينا الصربية والسيطرة والاتصالات. تم إخطار قوات حفظ السلام التابعة للأمم المتحدة والمعروفة باسم عملية استعادة الثقة التابعة للأمم المتحدة قبل ثلاث ساعات من الهجوم عندما اتصل رئيس أركان تودجمان هرفوي ساريني بقائد قوات حفظ السلام الجنرال الفرنسي بالجيش برنارد جانفييه. بالإضافة إلى ذلك أخطر كل سلاح الجيش الكرواتي قطاع قوات حفظ السلام في مساره بالهجوم وطلب تأكيدات خطية باستلام المعلومات. نقلت قوات حفظ السلام المعلومات إلى جمهورية كرايينا الصربية مؤكدة التحذيرات التي تلقتها جمهورية كرايينا الصربية من هيئة الأركان العامة للجيش اليوغوسلافي في اليوم السابق.

#### القطاع الجنوبي

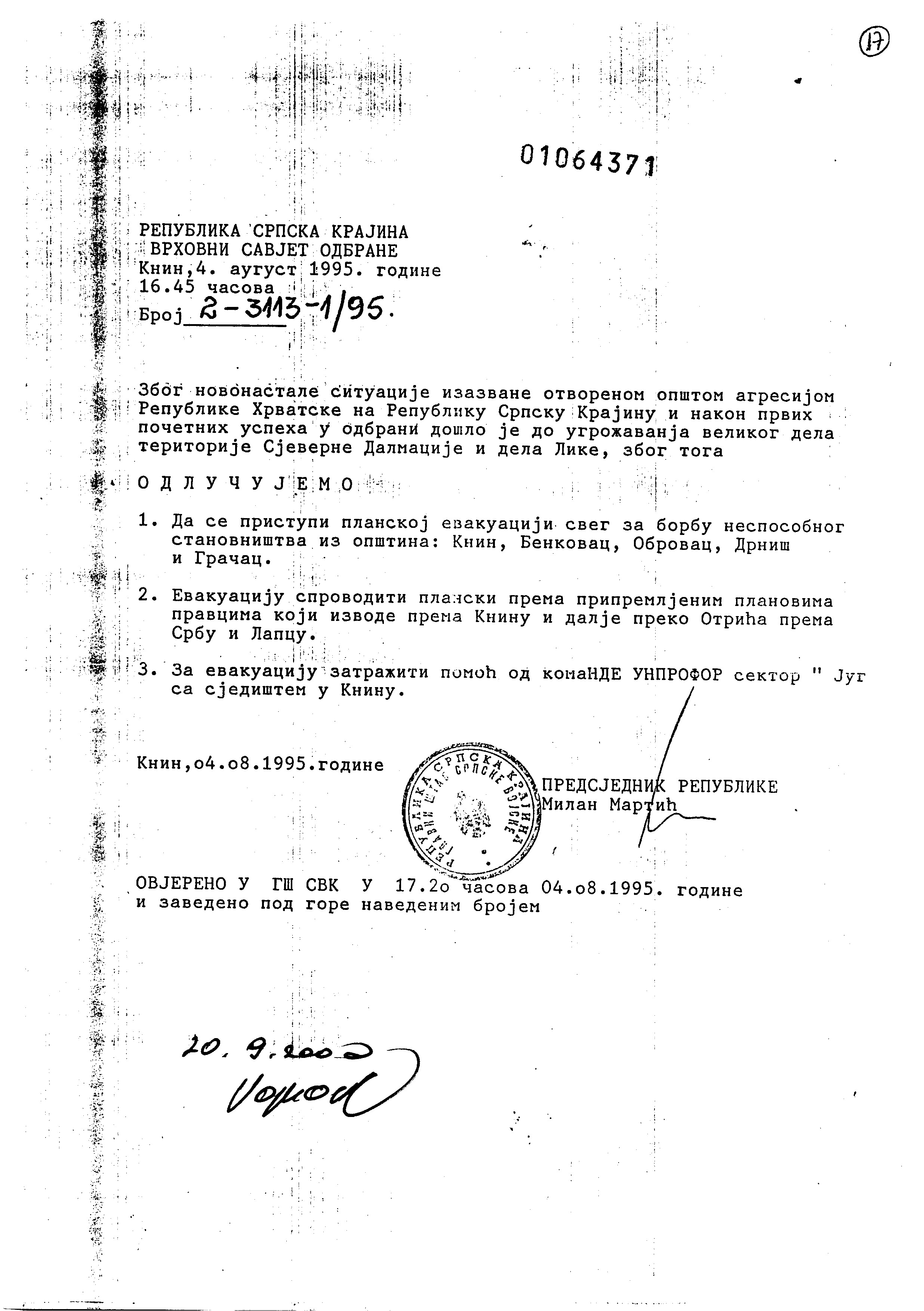
أمر من مجلس الدفاع الأعلى لجمهورية كرايينا الصربية بإجلاء المدنيين من منطقة كنين.

في فيلق سبليت وفي الساعة 5 صباحا تقدم لواء الحرس السابع جنوبا من بوسانسكو غراهوفو نحو الأرض المرتفعة قبل كنين بعد فترة من الاستعداد للمدفعية. بالتحرك ضد مجموعة القتال الثالثة التابعة لجيش جمهورية كرايينا الصربية المكون من عناصر من سلاح شمال الدلماسي وشرطة جمهورية كرايينا الصربية حقق الحرس السابع أهدافه لهذا اليوم وسمح للواء الحرس الرابع بالهجوم. انضمت المجموعة العملياتية سيني على الجانب الأيسر من اللواءين إلى الهجوم واستولى فوج الحرس الرئيسي 126 على أونيشتا وسيطر على المنطقة المطلة على طريق سيني-كنين. كما قام اللواء 144 وفوج حرس الوطن السادس بدفع قوات جيش جمهورية كرايينا الصربية إلى الخلف. واجهت وحدات شيبينيك اللواء الميكانيكي 75 لجيش جمهورية كرايينا الصربية وجزء من لواء المشاة الثاني التابع لفيلق الشمال الدالماسي لجيش جمهورية كرايينا الصربية. هناك أحرز فوجي الحرس الداخلي 142 و 15 تقدما طفيفا في المنطقة الواقعة بين كركا ودرنش بينما أحرز لواء المشاة 113 تقدما أكبر قليلا على الجانب الأيسر إلى تشيستا فيليكا. في منطقة زادار فشل فوج الحرس الوطني 134 (بدون الكتيبة الثانية) في التقدم بينما حصل فوج الحرس الرئيسي السابع واللواء 112 من الجيش الكرواتي على القليل من الأرض ضد كتيبة جيش جمهورية كرايينا الصربية 92 الآلية و 3 مشاة في بينكوفاتش. في فيليبيت واجهت الكتيبة الثانية من لواء الحرس التاسع معززة بسرية من فوج الحرس الوطني السابع والكتيبة الثانية من فوج الحرس الوطني 134 مقاومة شديدة ولكنها تقدمت بما يكفي لتأمين استخدام طريق أوبروفاك - سفيتي روك . في الساعة 4:45 مساء اتخذ رئيس جمهورية صرب البوسنة ميلان مارتيتش قرارا بإخلاء السكان في منطقتي دالماتيا الشمالية وليكا. وفقا للواء ميليساف سيكوليتش من جمهورية كرايينا الصربية أمر مارتيتش بالإخلاء على أمل إقناع ميلوسيفيتش والمجتمع الدولي لمساعدة جمهورية صرب البوسنة. ومع ذلك تم تمديد الإخلاء ليشمل كل القطاعات الشمالية والجنوبية باستثناء منطقة كوردون. في المساء انتقلت هيئة الأركان العامة لجيش جمهورية كرايينا الصربية من كنين إلى سرب حوالي 35 كيلومترا (22 ميلا) إلى الشمال الغربي.
في الساعة 5 صباحا تقدمت الشرطة الكرواتية الخاصة إلى ممر مالي آلان على فيليبيت وواجهت مقاومة قوية من اللواء الخفيف الرابع التابع لفيلق ليكا التابع لجيش جمهورية صرب البوسنة وعناصر من اللواء الميكانيكي التاسع. تم الاستيلاء على الممر في الساعة 1 بعد الظهر وتم الاستيلاء على قرية سفيتي روك في حوالي الساعة 5 مساء. تقدمت الشرطة الخاصة أبعد من مالي آلان وواجهت المزيد من المقاومة في الساعة 9 مساء. ثم انطلقوا حتى الساعة الخامسة صباحا انسحب اللواء الميكانيكي التاسع في جيش جمهورية كرايينا الصربية إلى أودبينا بعد أن أجبر على الخروج من مواقعه في فيليبيت. في الصباح استولت الشرطة الخاصة على لوفيناك وغراتشاك وميداك.
بدأ فيلق غوسبيتش وفوج الحرس الوطني 138 والكتيبة الأولى من لواء الحرس الأول هجوما باتجاه الشرق في منطقة مالا كابيلا في الصباح حيث واجه مقاومة شديدة من لواء المشاة 70 التابع لجيش جمهورية كرايينا الصربية. انضم بقية أفراد الحرس الأول في حوالي منتصف الليل. هاجم كتيبة الحرس الرئيسية 133 شرق أوتوتش باتجاه فرهوفين في محاولة لتطويق لواء المشاة الخمسين التابع لجيش جمهورية كرايينا الصربية وعناصر من لواء المشاة 103 التابع لجيش جمهورية كرايينا الصربية في حركة كماشة. على الرغم من تقدم الفوج إلا أنه فشل في تحقيق هدفه لهذا اليوم. على الجانب الأيمن للفوج تقدم اللواء 128 من الجيش الكرواتي جنبا إلى جنب مع الكتيبة الثالثة من فوج الحرس الرئيسي الثامن وقطع طريق فرهوفين-كورينيتشا. تقدم باقي لواء الحرس التاسع الجزء الأكبر من فوج الحرس الرئيسي 118 من الجيش الكرواتي ولواء المشاة 111 شرقا من غوسبيتش وليكي أوسيك حيث واجهوا مقاومة قوية جدا من لواء المشاة الثامن عشر في جيش جمهورية كرايينا الصربية. نتيجة لهذه النكسات أنهى فيلق غوسبيتش اليوم بعد الأهداف المحددة له.

#### القطاع الشمالي
في منطقة أوغولين من فيلق كارلوفاتش من الجيش الكرواتي تحرك اللواء 99 المعزز من قبل مجموعة سابورسكو التابعة لفوج الحرس الوطني 143 باتجاه بلاشكي في الساعة 5 صباحا ولكن تم إيقاف القوة وإعادتها في حالة من الفوضى بحلول الساعة 6 مساء. تقدمت كتيبة الحرس الوطني 143 من يوسيبدول نحو بلاشكي وواجهت حقول الألغام ومقاومة جيش جمهورية كرايينا الصربية القوية. ارتبطت عناصرها بفوج الحرس الوطني الرابع عشر وتقدمت عبر باريلوفيتش باتجاه سلونج. بالقرب من مدينة كارلوفاتش نشر فوج الحرس الوطني رقم 137 أربع مجموعات استطلاع حوالي منتصف ليل 3-4 أغسطس تلاها إعداد مدفعي وعبور نهر كورانا في الساعة 5 صباحا. كان الجسر مستقرا بنهاية اليوم. تقدمت كتيبة الحرس الوطني 110 معززة بسرية من فوج الحرس الوطني 137 شرقا إلى الطريق المؤدي جنوبا من كارلوفاتش إلى فوينيتش وسلوني حيث قوبلت بمقاومة شديدة وتكبدت المزيد من الإصابات بسبب الألغام الأرضية مما أضعف معنويات الوحدة ومنعها من المزيد من التقدم. كما فشلت السرية التابعة لفوج الحرس الوطني 137 واللواء 104 في تأمين أجنحة الفوج. حاول اللواء 104 عبور نهر كوبا في الساعة 5 صباحا لكنه فشل وعاد إلى موقع البداية بحلول الساعة 8 صباحا وفي ذلك الوقت تم نقله إلى رأس الجسر الذي أنشأه فوج الحرس الوطني 110. تم إلحاق سرية من اللواء 99 بفوج الحرس الوطني 143 للعمليات في اليوم التالي وتمت إزالة مجموعة قتال قوامها 250 فردا من اللواء وإخضاعها لفيلق كارلوفاتش مباشرة.
في منطقة فيلق زغرب تحرك الجيش الكرواتي عبر نهر كوبا عند نقطتين باتجاه غلينا في بوكوبسكو وبالقرب منها باستخدام فوج الحرس الوطنى العشرين واللواء 153. أنشأ كلا المعبرين رؤوس جسور على الرغم من أن الجزء الأكبر من الوحدات أجبروا على التراجع بسبب هجوم جيش جمهورية كرايينا الصربية المضاد وفقط كتيبة من اللواء 153 وعناصر من فوج الحرس الوطني العشرين احتفظوا بأرضهم. دفعت المعابر هيئة الأركان العامة لجيش جمهورية كرايينا الصربية إلى إصدار أوامر للواء المدرع الثاني من فيلق الوحدات الخاصة بالانتقال من سلوني إلى رؤوس الجسور حيث كان تقدم الجيش الكرواتي يهدد طريقا حيويا في غلينا. تم تكليف لواء الحرس الثاني من الجيش الكرواتي وفوج الحرس الوطني الثاني عشر بالاستيلاء السريع على بيترينيا من اللواء 31 الميكانيكي لجيش جمهورية كرايينا الصربية في حركة كماشة. تم تعديل الخطة الأصلية التي تتضمن دفع ستة إلى سبعة كيلومترات (3.7 إلى 4.3 ميل) جنوب بترينيا من قبل باساراتش إلى هجوم مباشر على المدينة. على الجانب الأيمن سرعان ما تم إيقاف الفوج بواسطة حقول الألغام وأجبر على التراجع بينما تقدم الجزء الأكبر من لواء الحرس الوطني الثاني حتى تذبذب بعد فقدان قائد سرية وخمسة جنود. شكلت بقية لواء الحرس الوطني الثاني معزز بالكتيبة الثانية وعناصر من فوج الحرس الوطني الثاني عشر وكتيبة المدفعية المضادة للدبابات الخامسة وكتيبة المهندسين 31 المجموعة التكتيكية 2 التي تعمل على الجانب الأيسر من الهجوم. تقدمت المجموعة التكتيكية 2 من موشتشينيتشا على مسافة قصيرة من بيترينيا ولكن تم إيقافها بعد مقتل قائد الكتيبة الثانية وستة جنود. أصيب اللواء 31 الميكانيكي لجيش جمهورية كرايينا الصربية بالذعر أيضا لكنه تمكن من تثبيت دفاعاته عندما تلقى تعزيزات. تقدم اللواء 57 من الجيش الكرواتي جنوب بترينيا عازما على الوصول إلى طريق بيترينيا-هرفاتسكا كوستاينيتشا لكنه اصطدم بحقل ألغام حيث قُتل قائد اللواء بينما عانى اللواء 101 في مؤخرته من نيران المدفعية الثقيلة وسقوط ضحايا. في منطقة سونيا هاجم فوج الحرس الوطني السابع عشر وسرية من اللواء 151 دون جدوى لواء المشاة 26 من جيش جمهورية كرايينا الصربية دون جدوى. في وقت لاحق من ذلك اليوم فشل أيضا هجوم منفصل من قبل بقية اللواء 151. تقدم اللواء 103 من الجيش الكرواتي إلى سكة حديد سونيا-سيساك لكنه اضطر إلى التراجع تحت نيران كثيفة. فشل فيلق زغرب في تحقيق أي هدف في اليوم الأول. يُعزى ذلك إلى عدم كفاية القوى العاملة ونتيجة لذلك طلب السلك تعبئة اللواء 102 والفوجين الأول والحادي والعشرين. تم تعزيز لواء الحرس الوطني الثاني بالكتيبة الأولى من اللواء 149 المحتفظ بها سابقا في الاحتياط في إيفانيتش غراد.
في فيلق بيلوفار عبرت كتيبتان من فوج الحرس الوطني 125 نهر سافا بالقرب من ياسينوفاتش وحصلت على رأس جسر لتخلف وحدات الجيش الكرواتي وتقدمت نحو هرفاتسكا دوبيتشا. وتلت الكتيبتان سرية إضافية من نفس الفوج وكتيبة من فوج الحرس الوطنى 52 وسرية الاستطلاع 265 وأخيرا فوج الحرس الوطنى 24. عبرت فصيلة استطلاع من فوج الحرس الوطني 52 نهر سافا إلى جمهورية صرب البوسنة وأنشأت جسرا لسريتي مشاة ثم هدمت فيما بعد طريق بوسانسكا دوبيتشا-غراديشكا قبل العودة إلى الأراضي الكرواتية. وصلت وحدات فيلق بيلوفار إلى ضواحي هرفاتسكا دوبيتشا قبل حلول الظلام. في تلك الليلة تم التخلي عن بلدة هرفاتسكا دوبيتشا من قبل قوات جيش جمهورية كرايينا الصربية والسكان المدنيين فروا جنوبا عبر نهر سافا إلى البوسنة والهرسك.

### 5 أغسطس 1995

#### القطاع الجنوبي
لم يتقدم الجيش الكرواتي باتجاه كنين في ليلة 4/5 أغسطس عندما أمرت هيئة الأركان العامة لجيش جمهورية كرايينا الصربية كتيبة من اللواء 75 الميكانيكي بالتجهيز شمال كنين. أصبح فيلق دالماسيا الشمالية من جيش جمهورية كرايينا الصربية غير منسق بشكل متزايد مع تقدم لواء الحرس الوطني الرابع من الجيش الكرواتي جنوبا نحو كنين لحماية الجناح الأيمن من لواء الحرس الوطني السابع. لم يواجه الأخير مقاومة تذكر ودخل المدينة في حوالي الساعة 11 صباحا. تم تعيين اللفتنانت جنرال إيفان تشيرماك قائدا لفيلق كنين من الجيش الكرواتي الذي تم إنشاؤه حديثا. أكمل مجموعة عمليات سيني أهدافه واستولى على كوزياك وفرليكا وواجه القليل من المقاومة عندما تفكك اللواء الخفيف الأول في جيش جمهورية كرايينا الصربية وتراجع إلى كنين ثم إلى ليكا لاحقا. بحلول الساعة 8 مساء تقدمت وحدات مجموعة عمليات شيبينيك إلى بوليتشنيك (اللواء 113) وجيفرسكي (فوج الحرس الوطني الخامس عشر) واستولت على درنيش (فوج الحرس الوطني 142) بينما تراجع اللواء 75 الميكانيكي من جيش جمهورية كرايينا الصربية نحو سرب وبوسانسكي بيتروفاتش مع المشاة الثالثة والكتيبة 92 الآلية وتركت وحدات زادار مع القليل من المعارضة. استولى فوج الحرس الوطني السابع على بينكوفاتش بينما دخل اللواء 112 سميلييتش ووصلت عناصر من لواء الحرس الوطني التاسع إلى أوبروفاتش.
تقدمت كتيبة الحرس الوطني 138 ولواء الحرس الأول إلى ليتشكا ياسينيتشا وضغط الأخير على هجومهم نحو سابوروسكو مع وصول الكتيبة الثانية من اللواء 119 من الجيش الكرواتي إلى المنطقة في المساء. عزز الجيش الكرواتي الفوج 133 من الحرس الوطنى بكتيبة من اللواء 150 مما مكن الفوج من تحقيق أهدافه في اليوم السابق محاصرة جزئيا قوة جيش جمهورية كرايينا الصربية في فرهوفين. تم حشد فوج الحرس الوطني 154 ونشره في منطقة ليتشكو ليشتشي. تقدم لواء الحرس الوطني التاسع (بدون الكتيبة الثانية) باتجاه قاعدة أودبينا الجوية حيث بدأت قوات جيش جمهورية كرايينا الصربية في الإخلاء. كما أحرز اللواء 111 وفوج الحرس الوطني 118 تقدما طفيفا حيث ارتبطا خلف خطوط جيش جمهورية كرايينا الصربية.

#### القطاع الشمالي
تقدمت كتيبة الحرس الوطني 143 باتجاه بلاشكي واستولت عليها في ذلك المساء بينما استولى فوج الحرس الوطني الرابع عشر على بريميشلي على بعد 12 كيلومترا (7.5 ميل) شمال غرب سلوني. في الساعة 0:30 صباحا هاجم لواء المشاة 13 في جيش جمهورية كرايينا الصربية وسرية من لواء المشاة التاسع عشر هجوما مضادا عند رأس جسر كورانا مما تسبب في ذعر الجزء الأكبر من فوج الحرس الوطني 137 والفرار عبر النهر. بقيت فصيلة واحدة من الفوج لكن قوات جيش جمهورية كرايينا الصربية لم تستغل الفرصة لتدمير الجسر. في الصباح أعاد الفوج احتلال رأس الجسر مدعوما بمجموعة قتالية قوامها 350 فردا من اللواء 104 (بما في ذلك فصيلة دبابات وقاذفات صواريخ متعددة) وسرية من اللواء 148 من الاحتياطي التشغيلي لفيلق كارلوفاتش. تمكن الفوج والمجموعة القتالية من مد رأس الجسر باتجاه طريق كارلوفاتش - سلوني. هاجم فوج الحرس الوطني 110 مرة أخرى جنوب كارلوفاتش ولكن تم صده بواسطة دفاعات جيش جمهورية كرايينا الصربية المعدة. في تلك الليلة قرر فيلق كارلوفاتش نقل عناصر كتيبة الحرس الوطني 110 واللواء 104 إلى رأس جسر كورانا بينما تراجع لواء المشاة الثالث عشر في جيش جمهورية كرايينا الصربية إلى الضفة اليمنى من كورانا في منطقة تمتد حوالي 30 كيلومترا (19 ميلا) شمالا من سلوني.
أحرز فيلق زغرب تقدما ضئيلا أو معدوما في اليوم الثاني من المعركة. أُمر جزء من لواء الحرس الثاني بالقيادة نحو غلينا مع قيام فوج الحرس الوطني العشرين بتقدم متواضع بينما تخلى اللواء 153 عن رأس جسره. في منطقة بترينيا تقدم الجيش الكرواتي تدريجيا ليتم دفعه للخلف في بعض المناطق بهجوم مضاد من جيش جمهورية كرايينا الصربية. تم عكس النتائج بتكلفة كبيرة من خلال الجيش الكرواتي من قبل لواء الحرس الوطني الثاني. تم استبدال قائد فيلق زغرب بالفريق بيتار ستيبيتش بناء على أوامر من الرئيس تودجمان. أعاد الجيش الكرواتي تكليف اللواء 102 بالقيادة إلى غلينا وتم تعزيز اللواء 57 بالكتيبة الثانية من اللواء 149. تم نقل اللواء 145 من بوبوفاتشا إلى منطقة سونيا حيث أحرز فوج الحرس الوطني السابع عشر واللواء 151 تقدما طفيفا في المنطقة التي يسيطر عليها جيش جمهورية كرايينا الصربية.
في فيلق بيلوفار تم الاستيلاء على هرفاتسكا دوبيتشا من قبل فوجي الحرس الوطني 52 و24 المتقدمين من الشرق وفوج الحرس الوطني 125 يقترب من الشمال. قام فوج الحرس الوطني 125 بتحصين المدينة بينما تحرك فوج الحرس الوطني 52 شمال غربا نحو مواقع فيلق زغرب المتوقعة لكن تأخيرات فيلق زغرب حالت دون أي اشتباك. تقدمت كتيبة الحرس الوطني 24 على بعد حوالي أربعة كيلومترات (2.5 ميل) نحو هرفاتسكا كوستاينيتشا عندما أوقفتها قوات جيش جمهورية كرايينا الصربية. ردا على ذلك استدعى الفيلق كتيبة وفصيلة استطلاع من فوج الحرس الوطني 121 من نوفا غراديشكا للمساعدة في دفع المدينة. تقدمت كتائب جبال 505 و511 من جيش جمهورية البوسنة والهرسك شمالا إلى دفور واشتبكت مع لواء المشاة 33 من جيش جمهورية كرايينا الصربية الوحدة الاحتياطية الوحيدة في فيلق بانييا.

### 6 أغسطس 1995
في 6 أغسطس أجرى الجيش الكرواتي عمليات تطهير في المناطق المحيطة بأوبروفاتش وبنكوفاتش ودرنش وفيرليكا حيث قام الرئيس تودجمان بزيارة كنين. بعد تأمين أهدافهم في فيليبيت أو بالقرب منها تم نشر الشرطة الخاصة سيرا على الأقدام خلف خطوط جيش جمهورية كرايينا الصربية لعرقلة حركة قوات جيش جمهورية كرايينا الصربية هناك واستولت على التقاطعات الاستراتيجية في قريتي بروفنو في الساعة 7 صباحا وأوتريتش في الساعة 11 صباحا.
في منتصف الليل تقدمت عناصر من كتائب جبال 501 و502 من جيش جمهورية البوسنة والهرسك غربا من بيهاتش ضد قوة هيكلية من فيلق ليكا من جيش جمهورية كرايينا الصربية التي تُركت وراءها منذ بداية المعركة. تحرك فيلق 501 حوالي 10 كيلومترات (6.2 ميل) داخل الأراضي الكرواتية إلى ليتشكو بيتروفو سيلو وبحيرات بليتفيتش بحلول الساعة 8 صباحا. استولى فيلق 502 على رادار جيش جمهورية كرايينا الصربية ومرفق اتصالات على جبل بلييشيفيتشا وشرع في الاستيلاء على كورينيتشا حيث أوقفته وحدات جيش جمهورية كرايينا الصربية. وصل لواء الحرس الوطني الأول من الجيش الكرواتي إلى راكوفيتشا وارتبط بالفيلق الخامس لجيش جمهورية البوسنة والهرسك في منطقة دريزنيك غراد بحلول الساعة 11 صباحا. كان مدعوما من اللواء 119 وكتيبة من فوج الحرس الوطني 154 المنتشرة في منطقتي ترزاكا راشتيلا وليتشكو بيتروفو سيلو. في فترة ما بعد الظهر أقيمت مراسم ارتباط لوسائل الإعلام في ترزاكا راشتيلا. حاصر فوج الحرس الوطني 138 بالكامل فرهوفين والذي تم الاستيلاء عليه بحلول نهاية اليوم من قبل فوجي الحرس الوطني الثامن والثالث والثلاثين معززة بكتيبة من اللواء 150. دخل اللواء 128 من الجيش الكرواتي إلى كورينيتشا بينما واصل لواء الحرس الوطني التاسع طريقه نحو أودبينا.
تقدم فوج الحرس الوطني 143 إلى بروكاناتش حيث اجتمع مع لواء الحرس الوطني الأول. من هناك واصل الفوج باتجاه سلوني برفقة عناصر من لواء الحرس الوطني الأول وفوج الحرس الوطني 14 واستولوا على البلدة الساعة 3 عصرا. كان تقدم فوج الحرس الوطني الرابع عشر مدعوما باللواء 148 الذي يحرس أجنحته. انسحب لواء المشاة الثالث عشر في جيش جمهورية كرايينا الصربية من سلوني مع السكان المدنيين متجهين شمالا نحو توبوسكو. قام هجوم من قبل فوج الحرس الوطني 137 وعناصر من مختلف الوحدات المعززة له بمد رأس الجسر وربطه بفوج الحرس الوطني الرابع عشر في فيجون على بعد 18 كيلومترا (11 ميلا) شمال سلوني. تم إعادة تعيين بقية اللواء 149 (بدون الكتيبة الأولى) من فيلق زغرب إلى فيلق كارلوفاتش لتعزيز فوج الحرس الوطني 137. في الساعة 11 صباحا تم التوصل إلى اتفاق بين جيش جمهورية كرايينا الصربية والسلطات المدنية في غلينا وفيرغينموست لتأمين إجلاء المدنيين من المنطقة. كما تحرك لواء الجبل 502 من جيش جمهورية البوسنة والهرسك شمالا محاصرا عاصمة مقاطعة غرب البوسنة المستقلة فيليكا كلادوشا من الغرب واستولى على المدينة بحلول نهاية اليوم.
تقدمت المجموعة التكتيكية 2 إلى بترينيا حوالي الساعة 7 صباحا بعد إعداد مدفعي ثقيل. دخل فوج الحرس الوطني الثاني عشر إلى المدينة من الغرب وتم تكليفه لاحقا بحامية بترينيا والمنطقة المحيطة بها. بعد خسارة بيترينيا لصالح الجيش الكرواتي بدأ الجزء الأكبر من فيلق بانييا من جيش جمهورية كرايينا الصربية في التراجع نحو دفور. تقدم اللواء 57 من الجيش الكرواتي ضد المقاومة الخفيفة وسيطر على طريق بيترينيا-هرفاتسكا كوستاينيتشا. في ليلة 6/7 أغسطس استولى فوج الحرس الوطني العشرين بدعم من الشرطة الكرواتية وعناصر من اللواء 153 على غلينا على الرغم من المقاومة القوية. ثم اتخذ اللواء 153 مواقع سمحت بمواصلة التقدم نحو قرية مايا بالتنسيق مع لواء الحرس الوطني الثاني الذي انطلق جنوبا من بترينيا باتجاه زرينسكا غورا لإجراء عمليات تطهير. حاصر فوج الحرس الوطني 140 لواء الحرس الوطني الثاني على المنحدر الشمالي لزرنسكا غورا بينما استولى اللواء 57 على أوميتيتش. تقدمت اللواءان 103 و151 وفوج الحرس الوطني السابع عشر باتجاه هرفاتسكا كوستانيتشا بإضافة كتيبة من اللواء 145 من الجيش الكرواتي والتي ستصل بعد ظهر ذلك اليوم. حوالي الظهر كان اللواء 151 متصلا بوحدات فيلق بيلوفار على طريق سونيا - هرفاتسكا دوبيتشا. تم تكليفهم بتأمين الطرق في المنطقة بعد ذلك.
من خلال الاستيلاء على غلينا حاصر الجيش الكرواتي الجزء الأكبر من فيلق كوردون التابع لجيش جمهورية كرايينا الصربية وحوالي 35000 من المدنيين الذين تم إجلائهم في منطقة توبوسكو مما دفع قائدها إلى طلب حماية قوات حفظ السلام. تلقى لواء الحرس الوطني الأول الذي يقترب من توبوسكو من فوينيتش أوامر بالاشتباك مع فيلق كوردون من جيش جمهورية كرايينا الصربية ولكن تم إلغاء الأوامر في منتصف الليل من قبل رئيس الأركان العامة في الجيش الكرواتي. وبدلا من ذلك صدرت تعليمات لفيلق زغرب بإعداد وحدة قوام لواء لمرافقة الأشخاص غير المسلحين وضباط صف وضباط جيش جمهورية كرايينا الصربية بأذرع جانبية إلى دفور والسماح لهم بالعبور إلى البوسنة والهرسك. بناء على المعلومات التي تم الحصول عليها من قوات الأمم المتحدة كان يُعتقد أن قوات جيش جمهورية كرايينا الصربية في بانوفينا كانت على وشك الاستسلام.
دخلت كتيبة من فوج الحرس الوطني 121 هرفاتسكا كوستانيتشا بينما قامت مجموعة قتال فوج الحرس الوطني 24 بتأمين الحدود الوطنية خلفهم. ارتبط فوج الحرس الوطني 52 بفيلق زغرب ثم اتجه جنوبا إلى المدينة ووصل إليها في ذلك المساء. كان الاستيلاء على هرفاتسكا كوستانيتشا بمثابة تحقيق لجميع أهداف فيلق بيلوفار.

### 7 أغسطس 1995
وصل لواء الحرس الكرواتي الأول إلى منطقة كنين للتواصل مع عناصر من ألوية الحرس الوطني الرابع والسابع والتاسع المكلف بالتقدم شمالا في اليوم التالي. انتقل أمر فيلق سبليت إلى كنين أيضا. انتقلت الشرطة الكرواتية الخاصة إلى غورني لاباتش ودوني لاباتش ووصل بحلول الساعة 2 بعد الظهر وإكمال الحدود بين غوسبيتش وفيلق سبليت. كما أجرت الشرطة الكرواتية الخاصة اتصالات مع لواء الحرس الوطني الرابع في أوتريتش ووحدات فيلق غوسبيتش في أودبينا بحلول الساعة الثالثة بعد الظهر. بحلول الساعة 7 مساء وصلت كتيبة من الشرطة الخاصة إلى الحدود بالقرب من كولين فاكوف لتأمين المنطقة.
في الصباح استولى لواء الحرس الوطني التاسع (بدون الكتيبة الثانية) على أودبينا حيث كان مرتبطا بكتيبة الحرس الوطني 154 تقترب من الجانب الآخر من كاربافا بوليي. بحلول نهاية اليوم تم الانتهاء من أهداف عملية العاصفة المخصصة لفيلق غوسبيتش.
تم نقل مركز قيادة أمامي لهيئة الأركان العامة للجيش الكرواتي من أوغولين إلى سلوني وتولى القيادة المباشرة لواء الحرس الوطني الأول وفوج الحرس الوطني الرابع عشر واللواء 99. قام فوج الحرس الوطني الرابع عشر بتأمين منطقة سلوني وانتشر على الضفة اليسرى من كورانا للتواصل مع شرطة كارلوفاتش الخاصة المتقدمة. وقامت عناصر الفوج واللواء 99 بتأمين الحدود الوطنية في المنطقة. تقدم لواء الحرس الوطني الأول نحو كوردون حيث أعاد فيلق كارلوفاتش توجيه محور الهجوم الرئيسي. وصل فوج الحرس الوطني 110 وعناصر من اللواء 104 إلى فوينيتش المهجورة إلى حد كبير في وقت مبكر من بعد الظهر تلاه لواء الحرس الوطني الأول ولواء الحرس الوطني 143 وفوج الحرس الوطني 137. وانضمت إليهم وحدات الجيش الكرواتي الأخرى بحلول المساء.
تقدم لواء الحرس الوطني الثاني من مايا باتجاه دفور ولكن تم إيقافه بحوالي 25 كيلومترا (16 ميلا) من قبل وحدات جيش جمهورية كرايينا الصربية التي تحمي انسحاب جيش جمهورية كرايينا الصربية والمدنيين نحو المدينة. وأجرت عناصر اللواء عمليات تطهير في المنطقة. احتفظ لواء المشاة 33 التابع لجيش جمهورية صرب البوسنة بالجسر البري في دفور الذي يربط بين جيش جمهورية كرايينا الصربية وجمهورية صرب البوسنة عبر نهر أونا. تم التغلب على اللواء من قبل الفيلق الخامس من جيش جمهورية البوسنة والهرسك وتراجع جنوب أونا حيث كان لواء المشاة 13 من جيش جمهورية كرايينا الصربية والمدنيون من كوردون يصلون إلى دفور. وصلت عناصر من فوج الحرس الوطنى السابع عشر والكتائب 145 و151 من الجيش الكرواتي إلى دفور عبر هرفاتسكا كوستاجنيتشا واشتبكت مع لواء المشاة 13 وعناصر من كتائب المشاة 24 و 2 مدرع من جيش جمهورية كرايينا الصربية الذين انسحبوا من غلينا. وبما أن الاستسلام المتوقع لقوات جيش كوردون التابعة لجيش جمهورية كرايينا الصربية لم يتحقق فقد أمرت الجيش الكرواتي بالاشتباك من جديد. على الرغم من جيوب المقاومة الكبيرة أعلن وزير الدفاع الكرواتي غويكو شوشاك انتهاء العمليات الرئيسية في الساعة 6 مساء بعد 84 ساعة من بدء المعركة.

### 8-14 أغسطس 1995
في 8 أغسطس تقدم لواء الحرس الوطني الرابع والسابع والكتيبة الثانية من لواء الحرس الوطني التاسع والفرقة الأولى شمالا إلى ليتشكا كالدرما وحدود البوسنة والهرسك مما أدى إلى القضاء على آخر جيب رئيسي لمقاومة جيش جمهورية كرايينا الصربية في دوني لاباتش ومنطقة الصرب بحلول الساعة 8 مساء وتحقيق جميع أهداف فيلق سبليت من عملية العاصفة. بعد الاستيلاء على فوينيتش تم تكليف الجزء الأكبر من وحدات فيلق كارلوفاتش بمسح العمليات في منطقة المسؤولية الخاصة بهم. وصلت عناصر لواء الحرس الوطني الثاني إلى الحدود الكرواتية جنوب غرب دفور حيث كان القتال من أجل السيطرة الكاملة على المدينة مستمرا وكان مرتبطا بالفيلق الخامس من جيش جمهورية البوسنة والهرسك.
كما أمر تودجمان بوقف العمليات العسكرية بعد ظهر ذلك اليوم ووافق فيلق كوردون التابع لجيش جمهورية كرايينا الصربية على الاستسلام. وجرت المفاوضات بشأن شروط الاستسلام في نفس اليوم الساعة 1:20 بعد الظهر. في مقر قيادة القوات الأوكرانية التابعة للأمم المتحدة في غلينا وتم التوقيع على وثيقة الاستسلام في الساعة 2 بعد الظهر. في توبوسكو. ومثل كرواتيا الفريق ستيبيتش في حين مثل جمهورية صرب البوسنة بولات قائد فيلق كوردون التابع لجيش جمهورية كرايينا الصربية ووزير الداخلية توشو باييتش. حددت شروط الاستسلام تسليم الأسلحة باستثناء الأسلحة الجانبية للضباط في اليوم التالي وإجلاء الأشخاص من توبوسكو عبر غلينا وسيساك والطريق السريع بين زغرب وبلغراد إلى صربيا تحت حماية الجيش والشرطة المدنية الكرواتية.
في 9 أغسطس سلمت الشرطة الخاصة مواقعها إلى الجيش الكرواتي بعد قطع أكثر من 150 كيلومترا (93 ميلا) سيرا على الأقدام في أربعة أيام. دخل لواء الحرس الوطني الأول متبوعا بوحدات الجيش الكرواتي الأخرى إلى فرغينموست. أجرى فوج الحرس الوطني 110 و143 عمليات مسح حول فيرغينموست ولاسينيا. أجرى فوج الحرس الوطني 137 عمليات تطهير في منطقة فوينيتش وفعل فوج الحرس الوطني الرابع عشر نفس الشيء في مناطق سلوني وستينغراد وراكوفيتشا. قام الجيش الكرواتي بتأمين دفور في وقت متأخر من المساء بعد وقت قصير من انتهاء المدنيين من الإخلاء. تم تكليف العديد من وحدات الحرس الوطني التابعة للجيش الكرواتي فيما بعد بمزيد من عمليات التطهير.
في 10 أغسطس وصل اللواء 57 من الجيش الكرواتي إلى الحدود الكرواتية جنوب غفوزدانسكو بينما وصلت عناصر من لواء الحرس الوطني الثاني دفور واستولى فوج الحرس الوطني الثاني عشر على ماتييفيتشي إلى الجنوب مباشرة من دفور على الحدود الكرواتية. أفاد فيلق زغرب أنه تم تأمين كامل الحدود الوطنية في المنطقة الخاصة به وأن جميع أهداف عملية العاصفة قد تم تحقيقها. استمرت عمليات التطهير في بانوفينا حتى 14 أغسطس وانضمت وحدات الشرطة الخاصة إلى العمليات في جبال زرينسكا غورا وبيتروفا غورا.

## عمليات القوات الجوية

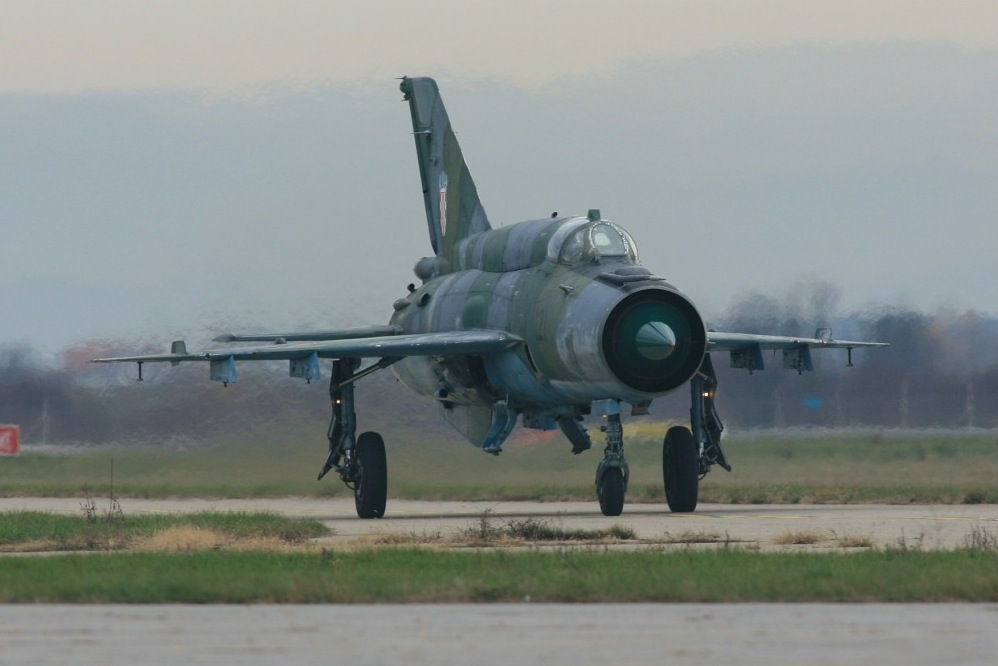
نفذت طائرات ميكويان-جوريفيتش ميج-21 معظم مهام الدعم الجوي القريب أثناء عملية العاصفة.

في 4 أغسطس 1995 كان لدى القوات الجوية الكرواتية 17 طائرة ميج 21 وخمس مروحيات هجومية وتسع مروحيات نقل وثلاث طائرات نقل وطائرتان استطلاع. في ذلك اليوم الأول من العملية تم استخدام ثلاثة عشر طائرة من طراز ميج 21 لتدمير أو تعطيل ستة أهداف في غوسبيتش وفيلق زغرب بتكلفة واحدة وثلاث طائرات متضررة بشكل طفيف. في نفس اليوم تم استخدام ثلاث طائرات ميل مي-8 للإخلاء الطبي. قامت البحرية الأمريكية عن طريق نورثروب غرومان إي إيه-6 بي براولر وإف/إيه-18 هورنت بدورية كجزء من عملية حظر الطيران التي أطلقت على مواقع جيش جمهورية كرايينا الصربية لصواريخ أرض-جو (سام) في أودبينا وكنين بينما كانت رادارات سام مثبتة على الطائرات. تزعم بعض المصادر أنه تم نشرهم كرادع لأن قوات الأمم المتحدة تعرضت لإطلاق نار من الجيش الكرواتي ويشير تقرير لاحق لمجلس الأمن التابع للأمم المتحدة إلى أن النشر كان نتيجة لتدهور الوضع العسكري وما نتج عنه من تدني مستوى الأمن في البلاد في ظل وجود قوات حفظ السلام في المنطقة. وفي 4 أغسطس أيضا نشر لواء الطيران 105 لجمهورية كرايينا الصربية المتمركز في أودبينا طائرات هليكوبتر ضد الشرطة الكرواتية الخاصة في جبل فيليبيت وضد أهداف في منطقة غوسبيتش دون أي تأثير تقريبا.
في 5 أغسطس بدأت القوات الجوية لجمهورية كرايينا الصربية بالإخلاء إلى مطار زالوجاني بالقرب من بانيا لوكا واستكملت الخطوة في ذلك اليوم. في الوقت نفسه نشرت القوات الجوية الكرواتية 11 طائرة من طراز ميغ 21 لضرب منشأة اتصالات وموقع تخزين بالإضافة إلى خمسة مواقع عسكرية أخرى في جميع أنحاء جمهورية كرايينا الصربية. في ذلك اليوم نشرت القوات الجوية الكرواتية أيضا طائرة من طراز مي 24 لمهاجمة وحدات مدرعة جيش جمهورية كرايينا الصربية بالقرب من سيساك وخمس طائرات مي 8 لنقل الضحايا ونقل القوات والبضائع. تعرضت خمس طائرات للقوات الجوية الكرواتية من طراز ميغ 21 لأضرار طفيفة أثناء هذه العملية. في اليوم التالي قصفت الطائرات موقع قيادة جيش جمهورية كرايينا الصربية وجسرا وأربعة أهداف أخرى على الأقل بالقرب من كارلوفاتش وغلينا. تم نشر طائرة من طراز مي 24 في منطقة سلوني لمهاجمة دبابات جيش جمهورية كرايينا الصربية بينما قامت ثلاث طائرات من طراز مي 8 بنقل الجرحى من الأفراد والإمدادات. تم نشر زوج إضافي من طائرات ميغ 21 للقيام بدوريات في المجال الجوي فوق إيفانيتش غراد واعتراض طائرتين مقاتلتين من صرب البوسنة والهرسك لكنهم فشلوا في القيام بذلك بسبب الضباب في المنطقة وانخفاض مستوى طيرانهم. تمكنت طائرة جيش جمهورية صرب البوسنة بعد ذلك من ضرب مصنع بتروكيميا الكيماوي في كوتينا.
في 7 أغسطس هاجمت طائرتان نفاثتان تابعتان لجيش جمهورية صرب البوسنة قرية في منطقة نوفا غراديشكا شمال نهر سافا مباشرة الحدود الدولية في المنطقة. قصفت القوات الجوية الكرواتية موقع قيادة جيش جمهورية كرايينا الصربية ومنشأة تخزين وعدة دبابات بالقرب من بوزانسكي بتروفاتش. كما قصفت طائرات القوات الجوية الكرواتية رتلا من اللاجئين الصرب بالقرب من بوسانسكي بتروفاتش مما أسفر عن مقتل تسعة أشخاص بينهم أربعة أطفال. في 8 أغسطس نفذت القوات الجوية الكرواتية طلعاتها القتالية الأخيرة في العملية وضربت الدبابات والعربات المدرعة بين بوسانسكي نوفي وبريدور وتضررت اثنتان من طائرات ميغ 21. في اليوم نفسه زعم مراقبو الأمم المتحدة العسكريون المنتشرون في المطارات الكرواتية أن القوات الجوية الكرواتية هاجمت أهدافا عسكرية ومدنيين في منطقة دفور حيث اختلطت طوابير اللاجئين بقوات جيش جمهورية كرايينا الصربية التي تنقل أسلحة ثقيلة وكميات كبيرة من الذخيرة. بشكل عام نفذت القوات الجوية الكرواتية 67 دعما جويا قريبا وثلاث مروحيات هجومية وسبع استطلاعات وأربع دوريات جوية قتالية و111 طلعة مروحية نقل أثناء عملية العاصفة.

## عمليات منسقة أخرى
من أجل حماية مناطق كرواتيا بعيدا عن القطاعات الشمالية والجنوبية نفذ الجيش الكرواتي عمليات دفاعية بينما بدأت من قيام مجلس الدفاع الكرواتي هجوما محدودا شمال غلاموتش وكوبريس لتحديد جزء من قوات جيش جمهورية صرب البوسنة واستغلال الموقف والحصول على مواقع لمزيد من التقدم. في 5 أغسطس هاجمت كتائب الحرس الثاني والثالث من مجلس الدفاع الكرواتي مواقع جيش جمهورية صرب البوسنة شمال توميسلافغراد وحققت تقدما طفيفا لتأمين مواقع أكثر ملاءمة لهجمات مستقبلية نحو شيبوفو ويايتسي أثناء تقييد جزء من فيلق كرايينا الثاني في جيش جمهورية صرب البوسنة. نتيجة للوضع العام في ساحة المعركة اقتصر جيش جمهورية صرب البوسنة على عدد قليل من الهجمات المضادة حول بيهاتش وغراهوفو حيث كان يفتقر إلى الاحتياطيات. تم شن الهجوم المضاد الأكثر أهمية من قبل فيلق كرايينا الثاني في جيش جمهورية صرب البوسنة ليلة 11/12 أغسطس. اخترق اللواء 141 المكون من المشاة الاحتياطيين في الجيش الكرواتي ووصل إلى أطراف بوسانسكو غراهوفو فقط ليهزم من قبل الجيش الكرواتي باستخدام كتيبة واحدة مأخوذة من الحرس الوطني الرابع ولواء الحرس الوطني السابع لكل منهما بدعم من الفوجين السادس و 126 من الحرس الوطني.

### عملية العنقاء
في سلافونيا الشرقية تم تكليف فيلق أوسييك من الجيش الكرواتي بمنع جيش جمهورية كرايينا الصربية أو قوات الجيش اليوغوسلافي من التقدم غربا في المنطقة والهجوم المضاد على المنطقة التي تسيطر عليها جيش جمهورية كرايينا الصربية حول فوكوفار. أطلق على مهمة فيلق أوسييك الاسم الرمزي عملية العنقاء. قاد الفيلق الحرس الوطني الثالث وألوية الحرس الوطني الخامس بالإضافة إلى ستة ألوية أخرى من الجيش الكرواتي وسبعة أفواج من الحرس الوطني. تم توفير تعزيزات إضافية في شكل وحدات متخصصة على مستوى فيلق تابعة مباشرة لهيئة الأركان العامة للجيش الكرواتي بما في ذلك جزء من سرب الطائرات الحربية مي 24. على الرغم من تبادل قذائف المدفعية ونيران الأسلحة الصغيرة بين الجيش الكرواتي وفيلق سلافونيا-بارانيا 11 التابع لجيش جمهورية كرايينا الصربية في المنطقة لم يحدث أي هجوم كبير. حدث أكبر جهد منسق لجيش جمهورية كرايينا الصربية في 5 أغسطس عندما تضاعف التبادل بثلاث غارات جوية من جمهورية كرايينا الصربية وهجوم مشاة ودبابات استهدف نوستار شمال شرق فينكوفتشي. أدت عملية العاصفة إلى قيام الجيش اليوغوسلافي بتعبئة ونشر عدد كبير من المدفعية والدبابات والمشاة في المنطقة الحدودية بالقرب من سلافونيا الشرقية لكنها لم تشارك في المعركة.

### عملية مايسترال
في جنوب كرواتيا انتشر الجيش الكرواتي لحماية منطقة دوبروفنيك من فيلق جيش جمهورية صرب البوسنة والجيش اليوغوسلافي الموجود في تريبينيي وخليج كوتور وما حولهما. تضمنت الخطة التي تحمل الاسم الرمزي عملية مايسترال نشر الألوية 114 و 115 و 163 وفوجي الحرس الوطني 116 و 156 وكتيبة الحرس الوطني الأولى (دوبروفنيك) وكتيبة المدفعية السادسة عشرة وكتيبة المهندسين 39 وبطارية مدفعية ساحلية متنقلة. تم تعزيز المنطقة في 8 أغسطس باللواء 144 حيث أكملت الوحدة أهدافها في عملية العاصفة وانتقلت إلى دوبروفنيك. شاركت القوات الجوية الكرواتية بطائرتين من طراز ميغ 21 وطائرتين من طراز مي 24 من مقرهما في سبليت لعملية ميسترال. دعمت البحرية الكرواتية عملية نشر مفارز كوركولا وبراش وهفار البحرية بالإضافة إلى زوارق الصواريخ وكاسحات الألغام وسفن الحرب المضادة للغواصات والمدفعية الساحلية. في تلك الفترة هاجم جيش جمهورية صرب البوسنة منطقة دوبروفنيك بشكل متقطع باستخدام المدفعية فقط.

## تقييم المعركة
أصبحت عملية العاصفة أكبر معركة برية أوروبية منذ الحرب العالمية الثانية شملت خطا أماميا بطول 630 كيلومترا (390 ميلا). كان انتصارا حاسما لكرواتيا واستعادة سيطرتها على 10.400 كيلومتر مربع (4000 ميل مربع) من الأراضي والتي تمثل 18.4٪ من البلاد. غالبا ما يتم الاستشهاد بالخسائر التي تكبدتها المركبات الثقيلة والشرطة الخاصة على أنها 174 قتيلا و1430 جريحا لكن تقريرا حكوميا تم إعداده بعد أسابيع من المعركة حدد 211 قتيلا أو مفقودا و1100 جريح وثلاثة جنود أسرى. بحلول 21 أغسطس استردت السلطات الكرواتية ودفنت 560 جنديا من جيش جمهورية كرايينا الصربية الذين قتلوا في المعركة. استولى الجيش الكرواتي على 4000 أسير حرب و54 مدرعة و497 مركبة أخرى وست طائرات ومئات قطع المدفعية وأكثر من 4000 سلاح مشاة. وقتل أربعة من حفظة السلام التابعين للأمم المتحدة ثلاثة نتيجة لأعمال الجيش الكرواتي وواحد نتيجة لأنشطة جيش جمهورية كرايينا الصربية وجرح 16. دمر الجيش الكرواتي 98 نقطة مراقبة تابعة للأمم المتحدة.
كان نجاح الجيش الكرواتي نتيجة لسلسلة من التحسينات على الجيش الكرواتي نفسه والاختراقات الحاسمة التي تم تحقيقها في مواقع جيش جمهورية كرايينا الصربية التي تم استغلالها لاحقا بواسطة الجيش الكرواتي وجيش جمهورية البوسنة والهرسك. لم يكن الهجوم ناجحا على الفور في كل مكان لكن الاستيلاء على المواقع الرئيسية أدى إلى انهيار هيكل قيادة جيش جمهورية كرايينا الصربية والقدرة الدفاعية الشاملة. أسر الجيش الكرواتي لبوسانسكو غراهوفو قبل عملية العاصفة مباشرة وتقدم الشرطة الخاصة إلى غراتشاك جعل من المستحيل تقريبا الدفاع عن كنين. في ليكا قطع لواءان من الحرس الوطني بسرعة المنطقة التي يسيطر عليها جيش جمهورية كرايينا الصربية التي تفتقر إلى العمق التكتيكي أو قوات الاحتياط المتنقلة وعزلت جيوب المقاومة ووضع لواء الحرس الوطني الأول في موقع يسمح له بالتحرك شمالا إلى منطقة فيلق كارلوفاتش مما دفع قوات جيش جمهورية كرايينا الصربية نحو بانوفينا. هزيمة جيش جمهورية كرايينا الصربية في غلينا وبيترينيا بعد قتال عنيف هزمت أيضا فيلق بانييا من جيش جمهورية كرايينا الصربية حيث تم تجميد احتياطيها من قبل جيش جمهورية البوسنة والهرسك. كانت قوة جيش جمهورية كرايينا الصربية قادرة على احتواء أو شن هجمات بشكل كبير من قبل الألوية العادية للجيش الكرواتي والحرس الوطني لكن الهجمات التي شنتها كتائب الحرس والشرطة الخاصة أثبتت أنها كانت حاسمة. قام العقيد أندرو ليزلي قائد قوات حفظ السلام في منطقة كنين بتقييم عملية العاصفة على أنها عملية نموذجية من شأنها أن «تحقق درجة A+» وفقا لمعايير الناتو.
حتى لو لم يقدم جيش جمهورية البوسنة والهرسك المساعدة فمن شبه المؤكد أن الجيش الكرواتي قد هزم فيلق بانييا من تلقاء نفسه وإن كان ذلك بتكلفة أكبر. كان الافتقار إلى الاحتياطيات هو نقطة الضعف الرئيسية في جيش جمهورية كرايينا الصربية التي استغلت من قبل الجيش الكرواتي وجيش جمهورية البوسنة والهرسك لأن دفاع جيش جمهورية كرايينا الصربية الثابت لم يتمكن من التعامل مع الهجمات السريعة. لم يكن جيش جمهورية كرايينا الصربية قادرا على التحقق من مناورات الالتفاف وفشل فيلق الوحدات الخاصة بهم كاحتياطي متنقل مما أدى إلى إعاقة لواء الحرس الوطني الأول في الجيش الكرواتي جنوب سلوني لمدة تقل عن يوم واحد. اعتمد جيش جمهورية كرايينا الصربية تقليديا على جيش جمهورية صرب البوسنة والجيش اليوغوسلافي كاحتياطي استراتيجي لكن الوضع في البوسنة والهرسك شل حركة احتياطيات جيش جمهورية صرب البوسنة ولم تتدخل يوغوسلافيا عسكريا لأن ميلوسيفيتش لم يأمرها بذلك. حتى لو كان يرغب في التدخل فإن سرعة المعركة كانت ستتيح ليوغوسلافيا وقتا محدودا جدا لنشر التعزيزات المناسبة لدعم جيش جمهورية كرايينا الصربية.

## أزمة اللاجئين

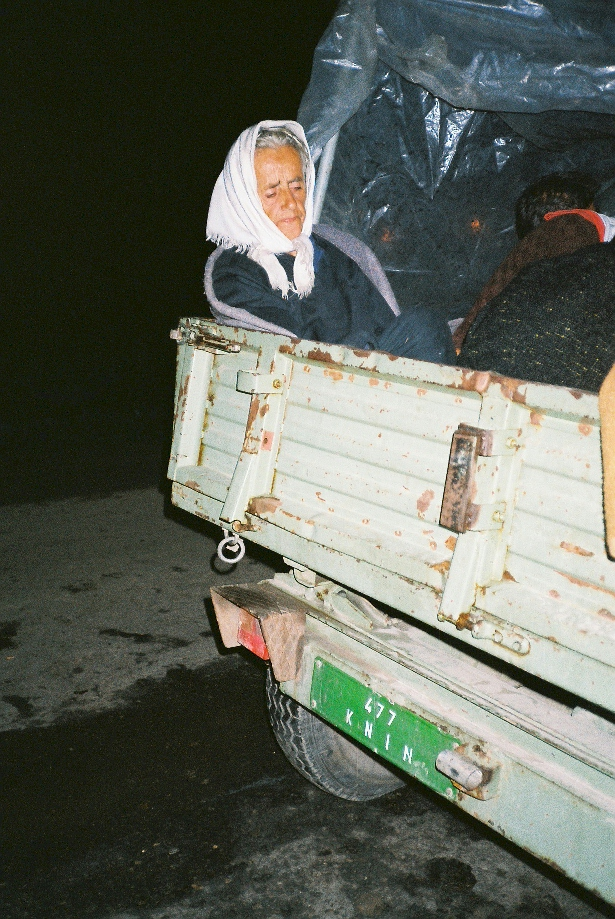
لاجئة صربية مسنة في مقطورة بعد عبور الحدود اليوغوسلافية.

أدى الإجلاء والنزوح الجماعي للصرب من جمهورية صرب البوسنة إلى أزمة إنسانية كبيرة. في أغسطس 1995 قدرت الأمم المتحدة أن 3500 صربي فقط بقوا في كوردون وبانوفينا (القطاع الشمالي السابق) و 2000 بقوا في ليكا وشمال دالماتيا (القطاع الجنوبي السابق) بينما فر أكثر من 150 ألفا إلى يوغوسلافيا وبين 10000 و 15000 وصلوا إلى منطقة بانيا لوكا. وذكرت وسائل الإعلام الدولية والمنظمات الدولية أن عدد اللاجئين الصرب وصل إلى 200000. أيضا فر 21000 لاجئ بوسني من مقاطعة غرب البوسنة المستقلة إلى كرواتيا.
بينما تم إجلاء ما يقرب من 35000 لاجئ صربي محاصرين مع فيلق كوردون التابع لقوات جيش جمهورية كرايينا الصربية إلى يوغوسلافيا عبر طريق سيساك وطريق زغرب- بلغراد السريع اتبع معظم اللاجئين طريقا عبر جمهورية صرب البوسنة ووصلوا إلى هناك عبر دفور في بانوفينا أو عبر سرب في ليكا وغادر ممران إلى الأراضي التي يسيطر عليها الصرب في البوسنة والهرسك مع تقدم الجيش الكرواتي. تم إنشاء نقطتي التراجع نتيجة لتأخير تقدم فيلق سبليت من الجيش الكرواتي شمالا بعد الاستيلاء على كنين وقرار عدم استخدام لواء الحرس الوطني الثاني من الجيش الكرواتي بأكمله لقيادة التقدم جنوبا من بترينيا. كان لدى جيش جمهورية كرايينا الصربية المنسحب الذي كان ينقل كميات كبيرة من الأسلحة والذخيرة والمدفعية والدبابات مختلطا في كثير من الأحيان مع إجلاء المدنيين أو الفارين من المدنيين عدد قليل من الطرق لاستخدامه. وبحسب ما ورد تعرضت القوافل الهاربة لهجمات متقطعة من قبل طائرات القوات الجوية الكرواتية والجيش الكرواتي حيث تبادلوا النيران مع جيش جمهورية كرايينا الصربية الواقع بالقرب من الأعمدة المدنية. تم استهداف اللاجئين أيضا من قبل قوات جيش جمهورية البوسنة والهرسك وكذلك طائرات جيش جمهورية صرب البوسنة النفاثة وفي بعض الأحيان تم دهسهم من قبل الدبابات المنسحبة لفيلق الوحدات الخاصة في جيش جمهورية كرايينا الصربية. في 9 أغسطس هاجم مدنيون كرواتيون في سيساك قافلة لاجئين كانت تم إجلاؤها من القطاع الشمالي السابق بموجب شروط اتفاق استسلام فيلق كوردون التابع لجيش جمهورية كرايينا الصربية. وتسبب الهجوم في مقتل مدني وإصابة عدد كبير من المركبات وإلحاق أضرار بها. تدخلت الشرطة الكرواتية في الحادث بعد أن ضغط مراقبو الشرطة المدنية التابعة للأمم المتحدة عليهم للقيام بذلك. في اليوم التالي انضم السفير الأمريكي غالبريث إلى الطابور لحمايتهم وزاد تواجد الشرطة الكرواتية على طول الطريق المخطط لها. تم ابتزاز اللاجئين الذين يتنقلون عبر جمهورية صرب البوسنة عند نقاط التفتيش وأجبروا على دفع مبالغ إضافية مقابل الوقود والخدمات الأخرى من قبل رجال محليين أقوياء.
وبهدف الحد من الأدلة على الفشل السياسي سعت السلطات اليوغوسلافية إلى تفريق اللاجئين في أجزاء مختلفة من صربيا ومنع تمركزهم في العاصمة بلغراد. شجعت الحكومة اللاجئين على الاستقرار في المناطق ذات الأغلبية الهنغارية في فويفودينا وفي كوسوفو التي يسكنها الألبان بشكل كبير مما أدى إلى زيادة عدم الاستقرار في تلك المناطق. على الرغم من أنه تم التخطيط لاستيطان 20000 في كوسوفو فقد انتقل 4000 فقط إلى المنطقة. بعد 12 أغسطس بدأت السلطات الصربية بترحيل بعض اللاجئين ممن هم في سن التجنيد معلنة أنهم مهاجرين غير شرعيين. تم تسليمهم إلى جيش جمهورية صرب البوسنة أو جيش جمهورية كرايينا الصربية في شرق كرواتيا للتجنيد الإجباري. تعرض بعض المجندين للإهانة والضرب علانية لتركهم جيش جمهورية صرب البوسنة. في بعض المناطق طرد اللاجئون أنفسهم الكروات من فويفودينا من منازلهم للمطالبة بإقامة جديدة. وبالمثل فإن اللاجئين الذين ينتقلون عبر بانيا لوكا أجبروا الكروات والبوشناق على ترك منازلهم.

### عودة اللاجئين
في بداية حرب الاستقلال الكرواتية في 1991-1992 تم ترحيل السكان غير الصرب الذين يزيد عددهم عن 220.000 قسرا من الأراضي التي يسيطر عليها الصرب في كرواتيا حيث تم إنشاء جمهورية صرب البوسنة. في أعقاب عملية العاصفة استقر جزء من هؤلاء اللاجئين فضلا عن اللاجئين كروات البوسنة والهرسك في عدد كبير من الوحدات السكنية في المنطقة التي كانت تحت سيطرة جيش جمهورية كرايينا الصربية سابقا مما يمثل عقبة أمام عودة اللاجئين الصرب. اعتبارا من سبتمبر 2010 من بين 300.000-350.000 صربي فروا من كرواتيا خلال الحرب بأكملها تم تسجيل 132.707 على أنهم عادوا ولكن يُعتقد أن 60-65٪ فقط منهم يقيمون بشكل دائم في البلاد. ومع ذلك فقط 20000-25000 آخرين مهتمون بالعودة إلى كرواتيا. اعتبارا من عام 2010 بقي ما يقرب من 60.000 لاجئ صربي من كرواتيا في صربيا.
ذكرت المحكمة الجنائية الدولية ليوغوسلافيا السابقة أن حقيقة أن كرواتيا اعتمدت تدابير تمييزية بعد رحيل المدنيين الصرب من كرايينا لا تثبت أن هذه المغادرة كانت قسرية. أفادت هيومن رايتس ووتش في عام 1999 أن الصرب لم يتمتعوا بحقوقهم المدنية كمواطنين كرواتيين نتيجة للقوانين والممارسات التمييزية وأنهم لم يتمكنوا في كثير من الأحيان من العودة إلى كرواتيا والعيش فيها بحرية. أعاقت عدة عقبات عودة اللاجئين. وتشمل هذه ملكية الممتلكات والإقامة حيث استقر اللاجئون الكروات في منازل تم إخلاؤها والتشريعات الكرواتية وقت الحرب التي جردت اللاجئين الذين كانوا يعيشون في مساكن مملوكة للحكومة من حقوقهم في الإيجار. تم إلغاء التشريع في أعقاب الحرب وتم تقديم سكن بديل للعائدين. تم تخصيص 6,538 وحدة سكنية بحلول نوفمبر 2010. وهناك عقبة أخرى تتمثل في صعوبة حصول اللاجئين على الإقامة أو الجنسية الكرواتية. تم تخفيف التشريعات المعمول بها منذ ذلك الحين وبحلول نوفمبر 2010 سمحت كرواتيا بالتحقق من صحة وثائق الهوية الصادرة عن جمهورية كرايينا الصربية. على الرغم من إعلان كرواتيا عفوا عاما يخشى اللاجئون المقاضاة القانونية لأن العفو لا يتعلق بجرائم الحرب.
في تقرير 2015 و2017 أعربت منظمة العفو الدولية عن بواعث قلق بشأن استمرار العقبات التي تحول دون عودة الصرب لممتلكاتهم. وأفادوا أن صرب كرواتيا ما زالوا يواجهون التمييز في التوظيف بالقطاع العام وإعادة حقوق استئجار المساكن الاجتماعية التي تم إخلاؤها خلال الحرب. كما أشاروا إلى خطاب الكراهية «استحضار الأيديولوجية الفاشية» واستمر تسييس الحق في استخدام لغات ونصوص الأقليات وعدم تطبيقها في بعض المدن.

## جرائم الحرب

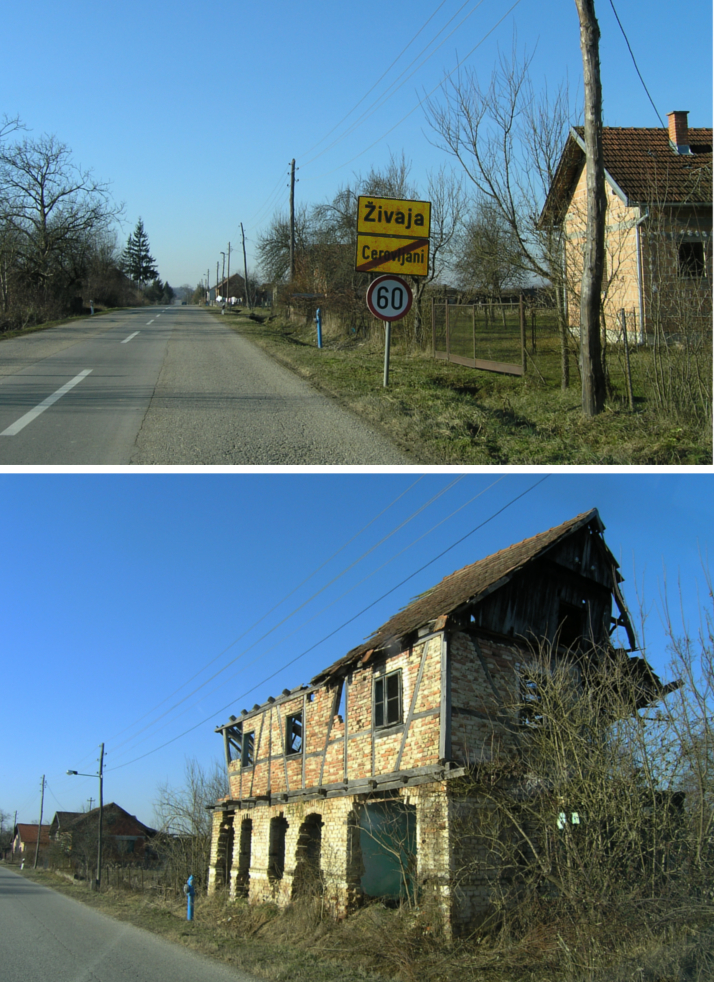
منازل مدمرة في قرية سيفاجا.

المحكمة الجنائية الدولية ليوغوسلافيا السابقة التي أُنشئت في عام 1993 بناء على قرار مجلس الأمن رقم 827 وجهت الاتهام إلى جوتوفينا وسيرماك وماركاتش بارتكاب جرائم حرب وتحديدا لأدوارهم في عملية العاصفة مشيرة إلى مشاركتهم في مشروع إجرامي مشترك يهدف إلى الإبعاد الدائم للصرب من الجزء الخاضع لسيطرة جيش جمهورية كرايينا الصربية من كرواتيا. حددت التهم الخاصة بالمحكمة الجنائية الدولية ليوغوسلافيا السابقة أن المشاركين الآخرين في المشروع الإجرامي المشترك هم تودجمان وشوشاك وبوبيتكو وتشيرفينكو ولكن جميعهم باستثناء بوبيتكو ماتوا قبل صدور أول لائحة اتهام للمحكمة الجنائية الدولية ليوغوسلافيا السابقة في عام 2001. تم اتهام بوبيتكو من قبل المحكمة الجنائية الدولية ليوغوسلافيا السابقة لكنه توفي بعد عام قبل أن يتم تسليمه للمحاكمة في المحكمة الجنائية الدولية ليوغوسلافيا السابقة. بدأت محاكمة جوتوفينا وآخرين في عام 2008 مما أدى إلى إدانة جوتوفينا وماركاتش وتبرئة سيرماك بعد ذلك بثلاث سنوات. تمت تبرئة جوتوفينا وماركاتش في الاستئناف في نوفمبر 2012. وخلصت المحكمة الجنائية الدولية ليوغوسلافيا السابقة إلى أن عملية العاصفة لم تكن تهدف إلى الاضطهاد العرقي حيث لم يتم استهداف المدنيين عمدا. ذكرت محكمة الاستئناف أن الجيش الكرواتي والشرطة الخاصة ارتكبوا جرائم بعد الهجوم المدفعي لكن لم يكن لقيادة الدولة والقيادة العسكرية دور في التخطيط وخلق الجرائم. وخلصت المحكمة الجنائية الدولية ليوغوسلافيا السابقة إلى أن كرواتيا ليس لديها نية محددة لتهجير الأقلية الصربية في البلاد. علاوة على ذلك لم يجدوا أن جوتوفينا وماركاتش لعبا دورا في تبني جهود تمييزية تمنع عودة المدنيين الصرب. اعترض قاضيان في هيئة من خمسة قضاة على هذا الحكم. أثارت القضية قضايا مهمة لقانون الحرب ووصفت بأنها سابقة.
لا تزال الآراء متباينة حول ما إذا كانت عملية العاصفة نفسها تعتبر جريمة حرب. واتهم مبعوث الاتحاد الأوروبي بيلدت وهو أحد المنتقدين القلائل للعملية كرواتيا بارتكاب أكثر عمليات التطهير العرقي فعالية في حروب يوغوسلافيا. ونفت كرواتيا هذا الزعم بأنها «حثت الصرب على البقاء» لكن الجنود انخرطوا أيضا في قصف المناطق المأهولة الصرب وقتل المدنيين والسماح للكروات بالتورط في حرق ونهب منازل الصرب وفقا لتقرير للأمم المتحدة. ويدعم وجهة نظره عدد من المحللين الغربيين مثل البروفيسور ماري جانين كاليك وكاتب سيرة ميلوسيفيتش آدم ليبور والبروفيسور بول موجيز بينما يميز المؤرخان جيرارد توال وكارل دالمان العملية من «ممارسات التطهير العرقي» التي حدثت أثناء الهجوم. وقد رفض السفير الأمريكي آنذاك غالبريث مزاعم التطهير العرقي. أدان مسؤولو الصليب الأحمر ومراقبو الأمم المتحدة والدبلوماسيون الغربيون إنكار غالبريث للتطهير العرقي ووصف أحد السفراء تصريحات غالبريث بأنها «مبهرة». رفض أخافان اتهام الطرد الجماعي للسكان الصرب. وأشاروا إلى شهادة المحكمة الجنائية الدولية ليوغوسلافيا السابقة التي أدلى بها قائد جيش جمهورية كرايينا الصربية مايل مركشيتش الذي ذكر أنه في 4 أغسطس 1995 في وقت ما بعد الساعة 16:00 كان ميلان مارتيتش وموظفيه هم الذين اتخذوا في الواقع قرارا بإجلاء السكان الصرب من كرايينا إلى صرب قرية بالقرب من الحدود البوسنية. يشير موجيز أيضا إلى أن أوامرهم من الصرب هي المغادرة مما أدى إلى نزوح جماعي من منطقة كرايينا بأكملها «في غضون فترة وجيزة». كما أشارت نتائج المحكمة الجنائية الدولية ليوغوسلافيا السابقة إلى أدلة تشير إلى أن الجنرال غوتوفينا «اتخذ تدابير عديدة» لمنع الجرائم والاضطراب العام في أعقاب الهجمات المدفعية بما في ذلك الجرائم ضد المدنيين الصرب والحد منها.
في فبراير 2015 في ختام قضية الإبادة الجماعية في كرواتيا وصربيا رفضت محكمة العدل الدولية دعوى قضائية صربية زعمت أن عملية العاصفة تشكل إبادة جماعية وحكمت بأن كرواتيا لم يكن لديها نية محددة لإبادة الأقلية الصربية في البلاد رغم أنها أعادت التأكيد على ارتكاب جرائم خطيرة ضد المدنيين الصرب. كما توصلت المحكمة إلى أن الجيش الكرواتي ترك طرق هروب يسهل الوصول إليها للمدنيين. ووجدوا أيضا أن قادة كرواتيا تصوروا على الأكثر أن الهجوم العسكري سيكون له تأثير في هروب الغالبية العظمى من السكان الصرب وأنهم كانوا راضين عن تلك النتيجة وكانوا يرغبون في تشجيع رحيل المدنيين الصرب لكنهم لم يثبتوا وجود النية المحددة التي تميز الإبادة الجماعية. وطبقا للحكم فإن المدنيين الصرب الفارين من منازلهم وكذلك أولئك الذين بقوا في المناطق المحمية للأمم المتحدة تعرضوا لأشكال مختلفة من المضايقات من قبل المدنيين الكرواتيين والجيش الكرواتي. في 8 أغسطس تم قصف قافلة للاجئين.

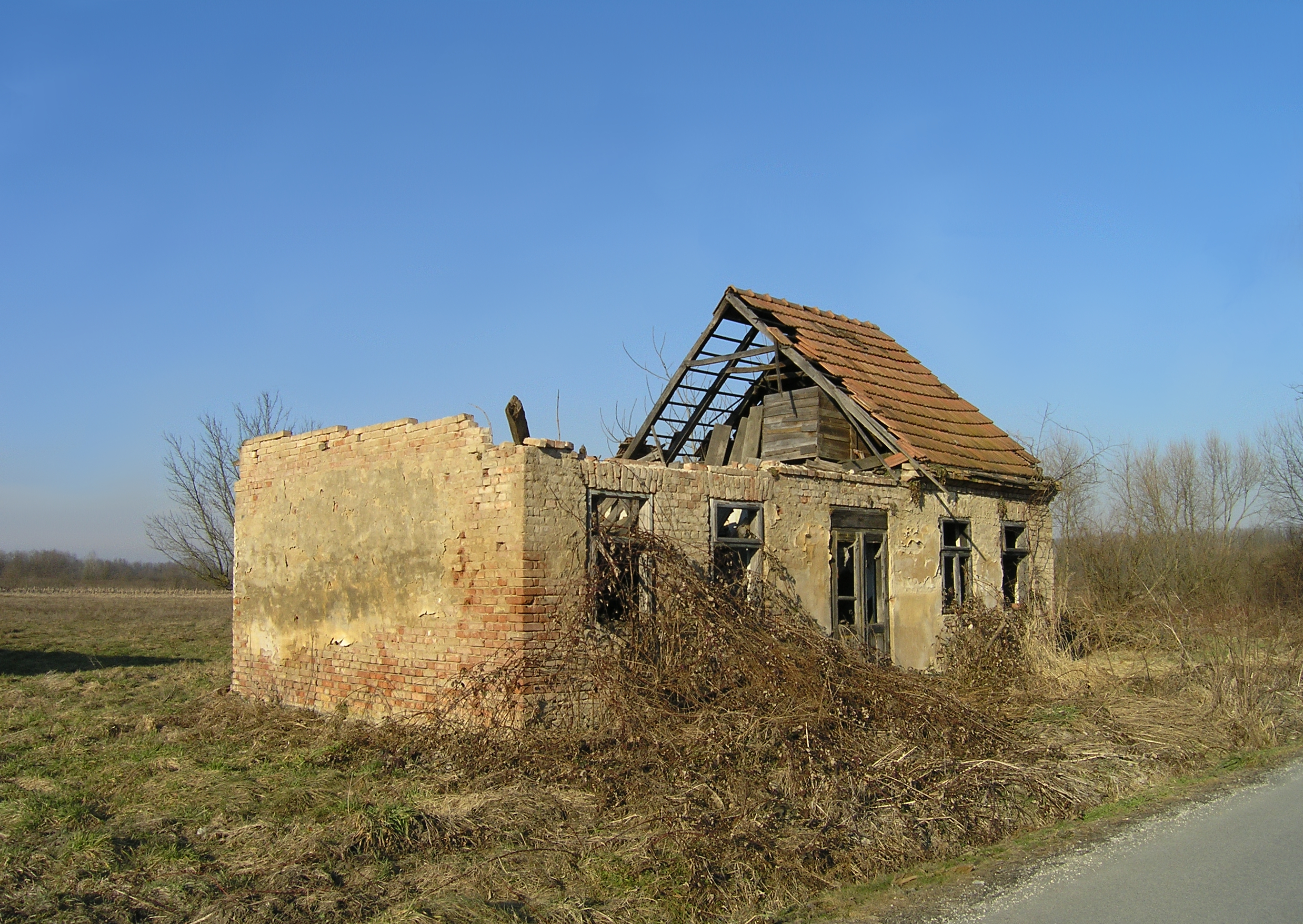
منزل صربي في سنجة دمر خلال عملية العاصفة.

عدد الضحايا المدنيين في عملية العاصفة متنازع عليه. يزعم مكتب المدعي العام لجمهورية كرواتيا أن 214 مدنيا قُتلوا - 156 في 24 حالة جرائم حرب و47 آخرين كضحايا قتل - خلال المعركة وفي أعقابها مباشرة. تعارض لجنة هلسنكي الكرواتية الادعاء والتقارير التي تفيد بمقتل 677 مدنيا خلال نفس الفترة. وعندما تم تقديم تقريرهم كدليل رفضت المحكمة الجنائية الدولية ليوغوسلافيا السابقة تقريرهم بسبب الإفادات التي لم يتم الحصول عليها من مصادر وإدخالات مزدوجة في داخلها. ونقلت مصادر صربية عن 1192 مدنيا بين قتيل ومفقود. حدد ممثلو الادعاء في المحكمة الجنائية الدولية ليوغوسلافيا السابقة عدد الوفيات بين المدنيين بـ 324. يقدر مسؤولو الحكومة الكرواتية أن 42 مدنيا كرواتيا قتلوا أثناء العملية.
من الصعب تحديد العدد الدقيق للممتلكات التي دمرت أثناء وبعد عملية العاصفة نظرا لأن عددا كبيرا من المنازل تعرضت لأضرار بالفعل منذ بداية الحرب. تقدر هيومن رايتس ووتش تدمير أكثر من 5000 منزل أثناء المعركة وبعدها. من بين 122 كنيسة أرثوذكسية صربية في المنطقة تم تدمير واحدة وتضررت 17 كنيسة لكن معظم الأضرار التي لحقت بالكنائس حدثت قبل انسحاب الصرب. كما أفادت هيومن رايتس ووتش أن الغالبية العظمى من الانتهاكات خلال عملية العاصفة ارتكبتها القوات الكرواتية. وشملت هذه الانتهاكات التي استمرت على نطاق واسع لشهور بعد ذلك عمليات الإعدام بإجراءات موجزة لكبار السن والعجزة الصرب الذين تخلفوا عن الركب وحرق وتدمير قرى الصرب وممتلكاتهم بالجملة. في الأشهر التي أعقبت عملية العاصفة تم إعدام ما لا يقل عن 150 مدنيا صربيا بإجراءات موجزة واختفاء 110 آخرين قسرا. أحد الأمثلة على ذلك هو مذبحة فاريفود التي قُتل فيها تسعة مدنيين صرب. وقعت جرائم أخرى مسجلة ضد المدنيين الصرب سواء أثناء أو في أعقاب عملية العاصفة في كومييتش وكيياني وغولوبيتش وأوزدولي وغروبوري وغوشيتش.
اعتبارا من نوفمبر 2012 تلقت السلطات الكرواتية 6390 تقريرا عن جرائم ارتكبت في المنطقة أثناء أو بعد عملية العاصفة وأدانت 2380 شخصا بارتكاب أعمال نهب وحرق وجرائم قتل وجرائم حرب وغيرها من الأعمال غير القانونية. وحتى التاريخ نفسه كانت هناك 24 محاكمة أخرى لجرائم الحرب المتعلقة بعملية العاصفة جارية. في 2012 كانت السلطات الصربية تحقق في 5 قضايا جرائم حرب خلال عملية العاصفة. في الذكرى السنوية الخامسة والعشرين للعملية قامت شبكة تقارير التحقيق في البلقان بتحليل وثائق محاكمة المحكمة الجنائية الدولية ليوغوسلافيا السابقة ووجدت أن عددا قليلا جدا من مرتكبي عمليات قتل المدنيين الصرب قد قُدموا إلى العدالة بينما لم تتم مقاضاة أي من قادة الوحدات المسؤولة.

## فيما بعد

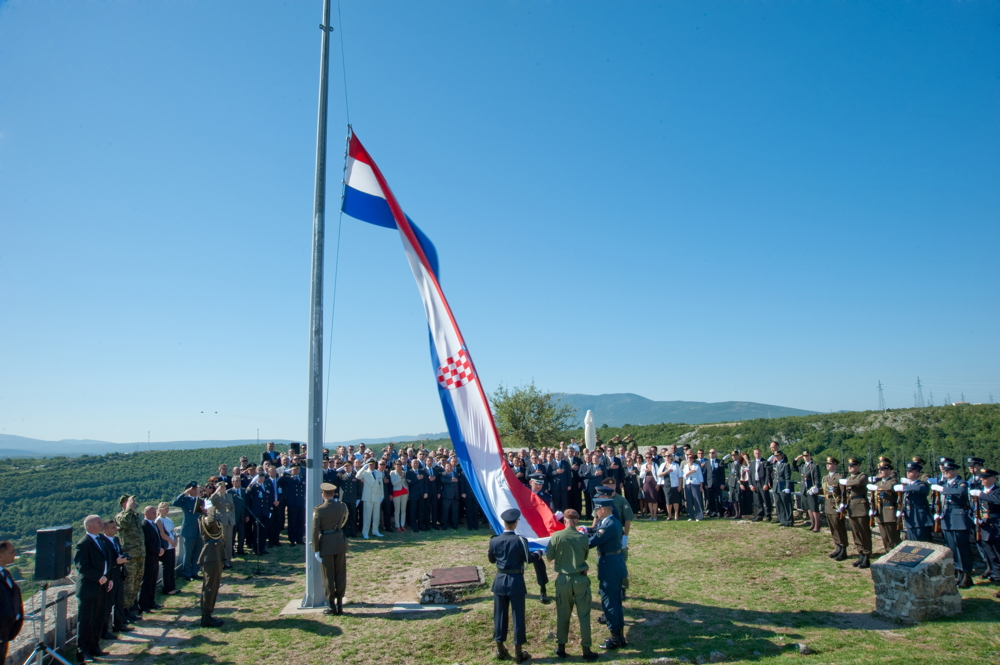
جنود يرفعون علم كرواتيا في قلعة كنين أثناء إحياء ذكرى عملية العاصفة، 5 أغسطس 2011.

أدت هزيمة جمهورية كرايينا الصربية إلى إدراك صرب البوسنة والهرسك أنه يجب التفاوض على تسوية في البوسنة والهرسك في أسرع وقت ممكن وعكس مسار الحرب ضد الصرب مما أعطى الدبلوماسية الأمريكية دفعة قوية. مثّل نجاح عملية العاصفة أيضا انتصارا استراتيجيا في حرب البوسنة والهرسك حيث رفعت حصار بيهاتش وسمحت للقيادة الكرواتية والبوسنية بالتخطيط لتدخل عسكري واسع النطاق في منطقة بانيا لوكا التي يسيطر عليها جيش جمهورية صرب البوسنة التي تهدف إلى خلق توازن جديد للقوى في البوسنة والهرسك ومنطقة عازلة على طول الحدود الكرواتية والمساهمة في حل الحرب. تجسد التدخل باسم عملية ميسترال 2 في سبتمبر 1995. إلى جانب الحملة الجوية لحلف شمال الأطلسي في البوسنة والهرسك أدت إلى بدء محادثات السلام التي من شأنها أن تؤدي إلى اتفاقية دايتون بعد بضعة أشهر. أدى التطور أيضا إلى استعادة المناطق المتبقية التي يسيطر عليها الصرب في شرق سلافونيا وبارانيا إلى السيطرة الكرواتية من خلال اتفاقية إردوت أنهت حرب الاستقلال الكرواتية في نوفمبر.
فاجأت السهولة التي حقق بها الجيش الكرواتي النصر العديد من المراقبين حيث توقعت أجهزة المخابرات الغربية هزيمة كرواتيا. تطورت ردود الفعل الدولية على عملية العاصفة بسرعة من الحجج العاطفية الداعمة لأي من الجانبين في المعركة إلى أولئك الذين يقيّمون الوضع على الأرض بهدوء. انتقد مسؤولو الأمم المتحدة ومعظم وسائل الإعلام الدولية كرواتيا. كارل بيلدت مفاوض الاتحاد الأوروبي الذي يعمل في يوغوسلافيا السابقة أدان كرواتيا علنا بينما حث الممثل الخاص للأمم المتحدة ستولتنبرغ الممثل الشخصي للأمين العام للأمم المتحدة ياسوشي أكاشي على طلب ضربات الناتو ضد الجيش الكرواتي. أعرب وزير الخارجية الألماني كلاوس كينكل عن أسفه لكنه أضاف أن أثناء «سنوات العدوان الصربي ... حاولت بشدة اختبار صبر كرواتيا». كانت استجابة الولايات المتحدة مختلطة. بينما أعرب وزير الدفاع ويليام بيري بشكل إيجابي عن التطور العسكري أعلن السفير الأمريكي لدى كرواتيا بيتر جالبريث عدم موافقته. في 10 أغسطس أصدر مجلس الأمن التابع للأمم المتحدة القرار رقم 1009 الذي يطالب كرواتيا بوقف العمليات العسكرية ويدين استهداف قوات حفظ السلام التابعة للأمم المتحدة ويدعو إلى استئناف المحادثات لكن لا يدعو إلى انسحاب الجيش الكرواتي. بحلول 18 أغسطس اعتقد الدبلوماسيون الأمريكيون في فريق روبرت فراسور المكلف بالتوسط في حرب البوسنة والهرسك أن عملية العاصفة منحت مهمتهم الدبلوماسية فرصة للنجاح مما يعكس رأي الرئيس الأمريكي بيل كلينتون بأن الصرب لن يتفاوضوا بجدية ما لم يتلقوا هزائم عسكرية كبرى.

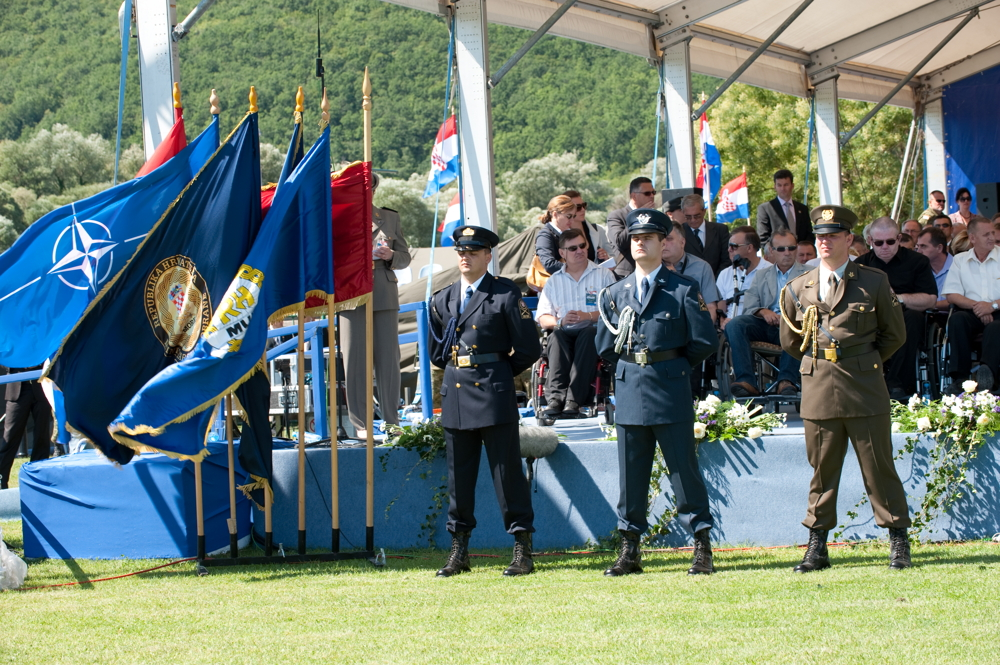
احتفال بالذكرى السادسة عشر لعملية العاصفة.

في صربيا أدان ميلوسيفيتش الهجوم الكرواتي لكن الصحافة المتأثرة بميلوسيفيتش نددت أيضا بقيادة جمهورية كرايينا الصربية باعتبارها غير كفؤة بينما طالب السياسيون الأكثر تطرفا بما في ذلك فويسلاف شيشيلي بالانتقام من كرواتيا. توسل زعيم صرب البوسنة والهرسك رادوفان كاراديتش للجيش اليوغوسلافي للمساعدة بينما اتهم ميلوسيفيتش بالخيانة.
في كرواتيا تم تسليم وحدات الجيش الكرواتي العائدة إلى قواعدها ترحيب الأبطال في العديد من المدن وتم إنشاء ميدالية تذكارية لإصدارها لقوات الجيش الكرواتي التي شاركت في العملية. في 26 أغسطس نظمت كرواتيا قطار الحرية - جولة سكة حديد مع تودجمان والجزء الأكبر من المسؤولين الحكوميين والشخصيات العامة والصحفيين والسلك الدبلوماسي في كرواتيا من زغرب إلى كارلوفاتش وغوسبيتش وكنين وسبليت. ألقى تودجمان خطابا في كل محطة من المحطات. وصرح في كنين: «لم يكن لدى [الصرب] الوقت حتى لجمع [أموالهم] القذرة وملابسهم الداخلية القذرة. في هذا اليوم يمكننا القول إن كرواتيا توقفت عن حمل صليبها التاريخي. هذا ليس مجرد تحرير من الأرض ولكن إنشاء مؤسسة لكرواتيا حرة ومستقلة لعدة قرون قادمة».

## الذكرى
يتبنى الكروات والصرب وجهات نظر متعارضة بشأن العملية. في كرواتيا تم اختيار 5 أغسطس وهو اليوم الذي استولى فيه الجيش الكرواتي على كنين ليكون عيد الشكر على النصر والوطن ويوم المدافعين الكرواتيين وهو يوم العطلة الرسمية الكرواتية عندما يتم الاحتفال رسميا بعملية العاصفة. في صربيا وجمهورية صرب البوسنة يتم تحديد اليوم بحداد على الصرب الذين قتلوا وأولئك الذين فروا أثناء أو بعد العملية.
في الذكرى 23 للعملية حضر الاحتفال في كنين العميد إيفان ماشولوفيتش الملحق العسكري للجبل الأسود. كانت هذه هي المرة الأولى التي يرسل فيها الجبل الأسود مبعوثا إلى كنين. وتعرضت هذه الخطوة لانتقادات شديدة من قبل السياسيين الموالين للصرب في الجبل الأسود ووسائل الإعلام الصربية. وصف الحزب الديمقراطي الصربي الجديد اليميني في الجبل الأسود ماشولوفيتش بالخائن وكذلك أولئك «الذين أرسلوه للاحتفال بارتكاب جريمة ضد الشعب الصربي». ذهب البعض إلى حد مقارنته بالمتعاون الفاشي من الجبل الأسود سيكولا درليفيتش. دافعت وزارة الدفاع في الجبل الأسود عن قرارها إرسال مبعوث قائلة إن «الجبل الأسود لن يخوض معارك أي شخص آخر. ولدى الجبل الأسود موقف بناء علاقات حسن الجوار مع جميع البلدان في المنطقة» بما في ذلك صربيا «الوثيقة والصديقة» وكرواتيا «الوثيقة والصديقة» حليفة الناتو.
في الذكرى الخامسة والعشرين للعملية حضر الاحتفال في كنين للمرة الأولى على الإطلاق الممثل السياسي للصرب نائب رئيس وزراء كرواتيا بوريس ميلوسيفيتش. تم الترحيب بخطوته في جميع أنحاء كرواتيا حيث صرح رئيس وزراء كرواتيا أندريه بلينكوفيتش بأنه «سيرسل رسالة جديدة للمجتمع الكرواتي والعلاقات بين الكروات والأقلية الصربية ... بين كرواتيا وصربيا». وهي تضم عضوا في الحزب الديمقراطي الاجتماعي المعارض بيتا غربين ورئيس الحزب الديمقراطي الصربي المستقل ميلوراد بوبوفاتش وزعيم التحالف الديمقراطي للكروات في فويفودينا توميسلاف زيغمانوف وعمدة كنين ماركو يليتش والجنرال المتقاعد بافاو ميليافاك. قوبل تحرك ميلوسيفيتش بانتقادات من الحزب اليميني المتطرف حركة الوطن وأعضاء من قوات الدفاع الكرواتية شبه العسكرية. رفض زعيم حركة الوطن ميروسلاف شكورو المشاركة في الحفل الرسمي على الرغم من كونه نائبا لرئيس مجلس النواب وصرح بأنه «لا يوجد سبب للمصالحة من أي نوع». وقوبلت الخطوة أيضا بشكل سلبي من قبل حكومتي صربيا وجمهورية صرب البوسنة. في الاحتفال أرسل رئيس الوزراء بلينكوفيتش والرئيس زوران ميلانوفيتش والجنرال غوتوفينا رسائل سلام ومصالحة وتعاطفا مع الضحايا المدنيين الصرب أيضا. أقامت صربيا إحياء لذكرى على جسر راتا فوق نهر سافا بينما أقيمت لوحة على الجسر مع ممثلين يرتدون زي لاجئين يجلسون في سيارات وجرارات من الحقبة اليوغوسلافية.